# احمد پژمان
احمد پژمان (زادهٔ ۱۸ تیر ۱۳۱۴) آهنگساز و موسیقی‌دان اهل ایران است. وی به‌عنوان یکی از آهنگسازان سرشناس موسیقی کلاسیک در ایران، آثار زیادی طی فعالیت‌های هنری خود در فرم‌های شناخته‌شدهٔ غربی مانند سمفونی، اپرا، باله، راپسودی، اوراتوریو، پوئم سمفونیک، و دیگر شیوه‌ها با تأثیر از موتیف‌ها و تم‌های ایرانی خلق کرده‌است. او از موسیقی‌دانان صاحب سبک در ادبیات موسیقی معاصر ایرانی به‌شمار می‌آید.
احمد پژمان در شهر لار زاده شد و از همان دوران کودکی با موسیقی آشنا شد. او آموزش‌های موسیقی خود را نزد موسیقی‌دانانی چون حشمت سنجری، پرویز منصوری، حسین ناصحی فرا گرفت. وی تحصیلات دانشگاهی را در تهران گذراند و مدتی نیز به نوازندگی در ارکستر سمفونیک تهران پرداخت. سپس برای ادامهٔ تحصیل با بورس تحصیلی در مراکز آموزشی چون آکادمی موسیقی وین و دانشگاه کلمبیا نزد آهنگسازانی چون توماس کریستیان داوید، فردریش چرها، ولادیمیر اوساچوفسکی، هانس یلینک، و آلفرد اوهل بر دانش خود در زمینهٔ موسیقی کلاسیک و الکترونیک افزود. احمد پژمان آثار گوناگونی برای ارکستر سمفونیک، ارکستر مجلسی، پیانو، گروه کر، آواز، و موسیقی فیلم آهنگسازی کرده‌است که برخی از این آثار با همراهی ارکستر سمفونیک تهران و بسیاری دیگر توسط ارکسترهای معتبر خارجی اجرا شده‌اند.
سبک موسیقی پژمان را تلفیقی از موسیقی محلی، موسیقی ردیف، سازهای ایرانی، همراه با هارمونی، کنترپوان، ارکستراسیون و سایر تکنیک‌های موسیقی غرب می‌دانند. وی در سبک‌های مختلف دیگری نیز از جمله موسیقی پاپ، آهنگسازی کرده‌است و برای خوانندگانی مانند داریوش، هایده، ستار، فرامرز آصف، عارف، مهستی و حمیرا ترانه ساخته یا تنظیم کرده‌است.
پژمان در سینمای ایران با کارگردانانی چون بهمن فرمان‌آرا و مجید مجیدی همکاری داشته و تاکنون موفق به دریافت ۲ سیمرغ بلورین از جشنواره فیلم فجر و ۴ تندیس زرین از جشن بزرگ سینمای ایران شده‌است. آثار احمد پژمان در ایران مورد تحسین هنرمندان سرشناسی چون محمدرضا شجریان، فرهاد فخرالدینی، علی رهبری، کامبیز روشن‌روان، شهرداد روحانی، حسین علیزاده، هوشنگ کامکار قرار گرفته‌اند. همچنین بارها از وی در محافل و مراسم مختلف موسیقی تقدیر به‌عمل آمده‌است. احمد پژمان نخستین آهنگساز ایرانی است که اپرا نوشته است.

## زندگی

### سال‌های آغازین
احمد پژمان به سالِ ۱۳۱۴ در شهر لار در استانِ فارس زاده شد. وی که تنها فرزند خانواده بود به همراه پدرش، مصطفی پژمان و مادرش، زینت‌السادات نسابه حقیقی دوران خردسالی خود را در لار گذراند. او در این شهر به مکتب‌خانه رفت و خواندن و نوشتن آموخت. پدر او با اینکه مدتی مغازه‌دار بود و به خرید و فروش وسایل مختلف می‌پرداخت اما هیچ‌گاه شغل ثابتی نداشت و مدام در سفر بود. به همین علت احمد پژمان به‌همراه خانواده به بندرعباس و سپس میناب نقل مکان کرد و تا کلاس دوم دبستان در این شهر ماند. در میناب از نیزاری که در نزدیکی دبستان محل تحصیلش بود نی‌هایی برید و با ایجاد حفره‌هایی روی نی، نخستین آشنایی خود با ساز و موسیقی را تجربه کرد.
در ۸ سالگی همراه با پدر و مادر به سیرجان رفت. پس از آن با خانواده عازم تهران شد و در خانه پدربزرگ و مادربزرگ مادری در کوچهٔ مسجد مجد، میدان حسن‌آباد اقامت گزید و به تحصیلات ابتدایی در مدرسهٔ اسلامی در حوالی میدان منیریه مشغول شد. مدیر این مدرسه یک روحانی بود و احمد پژمان در مراسم صبح‌گاهی قرآن می‌خواند. او دوران تحصیلات متوسطه را نیز در دبیرستان تازه تأسیس محمد قزوینی در نزدیکی خیابان حسن‌آباد تهران آغاز کرد. پژمان از نخستین شاگردان این مدرسه بود. وی ادامهٔ تحصیلات متوسطه را در دبیرستان ادیب در کوچهٔ خندان، بین لاله‌زار و فردوسی سپری کرد.
وی در آن روزها یک ساز نی فلزی خرید و با آن آهنگ‌های روز را می‌نواخت. پس از آن با جمع‌کردن عیدی، سازدهنی خرید و شروع به نواختن کرد. سپس به واسطهٔ یکی از آشنایانش آهنگ‌هایی که با سازدهنی یادگرفته بود به یک هنرجو آموزش می‌داد.
در آن هنگام والدین بر این عقیده بودند که هر کس با زبان انگلیسی بیشتر آشنا باشد می‌تواند کار مناسب با درآمد خوب پیدا کند. اما احمد پژمان به موسیقی علاقه داشت. روزی برای ثبت نام در کلاس انگلیسی از مادرش ۴۰ تومان گرفت، اما در راه مدرسه روبروی مغازهٔ یک ارمنی به نام وارطان که ویولن تعمیر می‌کرد ایستاد و همه پول شهریهٔ کلاس زبان را به وی داد و یک ویولن بنفش رنگ خرید. احمد پژمان با تمرین بسیار، آهنگ‌هایی را که می‌شنید با ویولن می‌نواخت. او پس از مدتی برای آموختن ویولن به کلاس درس برادران معارفی در میدان بهارستان رفت که آن زمان در رادیو برنامه اجرا می‌کردند. نخستین معلم موسیقی او منوچهر معارفی بود که نام نت‌ها و جایگاهشان روی ساز را به وی آموخت.

### سال‌های تحصیل و آموزش موسیقی

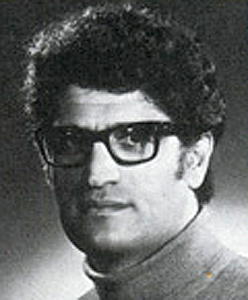
احمد پژمان (۱۳۵۳)

آموزش موسیقی احمد پژمان، از دوران تحصیل در کلاس سوم دبیرستان ادیب تهران شروع شد. وی ابتدا نواختن ویولن را نزد یکی از همکلاسی‌های خود با نام فریبرز بدخش که نزد مهدی خالدی درس ویولن می‌گرفت آغاز کرد و ردیف دورهٔ اول، ابوالحسن صبا را آموخت. او یک شب، تحت تأثیر موسیقی فیلمی با نام چشمان سیاه (که سرگذشت یک ویولن‌نواز آلمانی بود که عاشق زنی شده بود و هر روز جلوی خانه‌اش ساز می‌زد) مسیر زندگی خود را عوض کرد و تصمیم گرفت موسیقی کلاسیک بیاموزد.
نخستین معلم او در موسیقی کلاسیک، یک دانشجوی پزشکی به نام عیسی رضایی بود که خود نیز شاگرد یک معلم ارمنی، با نام آساتور بود. همهٔ خانواده رضایی از جمله برادر عیسی، مصطفی رضایی که شاگرد حشمت سنجری بود اهل موسیقی بودند. او احمد پژمان را تشویق کرد تا نزد سنجری برود. وی بدین واسطه، فراگیری ویولن را به صورت جدی‌تر نزد حشمت سنجری پی گرفت. او در این هنگام به تحصیل رشتهٔ ادبی در یک دبیرستان خصوصی مشغول بود. پس از آن در رشتهٔ زبان انگلیسی، وارد دانشسرای عالی شد و همزمان آموختن ویولن را نیز نزد حشمت سنجری ادامه داد. در این زمان وارد ارکستر هنرستان موسیقی شد. این ارکستر فعالیت خود را تحت نظر حشمت سنجری آغاز کرده بود و پس از سنجری نیز لوئیجی پازاناری (کنسرت‌مایستر ارکستر سمفونیک تهران) که از هند به ایران آمده بود هدایت ارکستر هنرستان را در دست گرفت. در این زمان احمد پژمان به دلیل مشاجره‌ای که در امتحان یکی از درس‌های دانشسرا با معلم آن درس پیش آمد تحصیل زبان انگلیسی را ترک کرد و تصمیم گرفت فقط آموزش موسیقی را دنبال کند.
او به واسطهٔ یکی از دوستان خود (امیرتیمور پورتراب) که در همسایگی پرویز منصوری زندگی می‌کرد با وی آشنا شد و از پرویز منصوری که خود شاگرد حسین ناصحی بود خواست تا درس‌های آهنگسازی را به او آموزش دهد. پس از حدود ۳ ماه پرویز منصوری به وی گفت: «پژمان، من تا اینجا بیشتر یادنگرفتم» و او را برای حضور در کلاس حسین ناصحی تشویق کرد. احمد پژمان در این هنگام با پیشنهاد امیرتیمور پورتراب برای تأمین مخارج کلاس یک آکوردئون کوچک تهیه کرد و در کودکستان‌ها به تدریس موسیقی مشغول شد. سپس نزد حسین ناصحی رفت و آموزش هارمونی را نزد وی به پایان رساند. پژمان در آن روزها با ارکسترهایی مانند ارکستر صبا، ارکستر دهلوی و ارکستر احمد فروتن راد، همکاری خود را به عنوان نوازندهٔ ویولن آغاز کرد. وی همچنین در دوران دانشجویی به واسطهٔ دوستی که با واروژان داشت همراه با ارکستر این آهنگساز در استودیوهای مختلف به نوازندگی مشغول شد. او پس از چندی به ارکستر سمفونیک تهران راه یافت و در دورهٔ رهبری سنجری و هایمو تویبر در ارکستر حضور داشت.
احمد پژمان در سال ۱۳۴۲ تحصیلات دانشگاهی خود را در رشتهٔ زبان و ادبیات انگلیسی در دانشسرای عالی به‌پایان رساند. او در سال ۱۳۴۳ با گرفتن بورسیه‌ای که توسط مهرداد پهلبد، وزیر فرهنگ و هنر ایران، به وی اعطا شد به اتریش رفت و در آکادمی موسیقی وین نزد استادانی نظیر توماس کریستیان داوید، آلفرد اوهل، هانس یلینک، و فردریش چرها به تحصیل آهنگسازی پرداخت.

### فعالیت‌ها

#### دوران پهلوی
احمد پژمان در سال ۱۳۴۴ یک قطعهٔ راپسودی برای ارکستر ساخت. او این اثر را که در وین نوشته بود نخستین‌بار با ارکستر رادیو وین به اجرا درآورد و به‌عنوان گزارش تحصیلی خود به ایران فرستاد. پس از ارسال این قطعه، به وی سفارش نوشتن اپرا داده شد و با اینکه از اپرا نفرت داشت و موسیقی آوازی را نمی‌پسندید اما علاقه‌اش به زبان مادری باعث شد که به نوشتن اپرا تشویق شود. وی به‌علت فقر مالی در وین که ناشی از وقفه در ارسال بورس تحصیل بود این سفارش را پذیرفت و در هفته چندبار به تماشای اپراهای گوناگون می‌رفت و به بررسی ارکستر و مطالعهٔ پارتیتورهای اپرا می‌پرداخت. پژمان، نخستین اپرای تک‌پرده‌ای خود را در سال ۱۳۴۶ با عنوان جشن دهقان در فضایی روستایی ساخت. او پس از اجرای این اثر و بازتاب موفق آن تصمیم گرفت در زمینهٔ اپرا فعالیت بیشتری انجام دهد. وی نخستین آهنگساز ایرانی است که اپرایی نوشته که اجرا شده‌است.∗
احمد پژمان پس از پایان تحصیلات در سال ۱۳۴۷ به ایران بازگشت و به‌عنوان آهنگساز در تالار رودکی و استاد موسیقی در دانشگاه تهران مشغول به کار شد. وی در همان سال اپرای دوم خود را با نام دلاور سهند آهنگسازی کرد. این اپرا به سفارش مهرداد پهلبد، وزیر فرهنگ و هنر ایران ساخته شد. در آن زمان وزارت فرهنگ و هنر با آهنگسازان ایرانی که توانایی نوشتن آثار موسیقی ارکسترال داشتند قرارداد می‌بست و در ازای ساخت دستکم یک قطعه در سال، ماهیانه ۴۰۰۰ تومان به آهنگساز پرداخت می‌کرد. پژمان، اپرای دلاور سهند را با مضمون رشادت‌های بابک خرمدین و حملهٔ اعراب به ایران به نگارش درآورد.

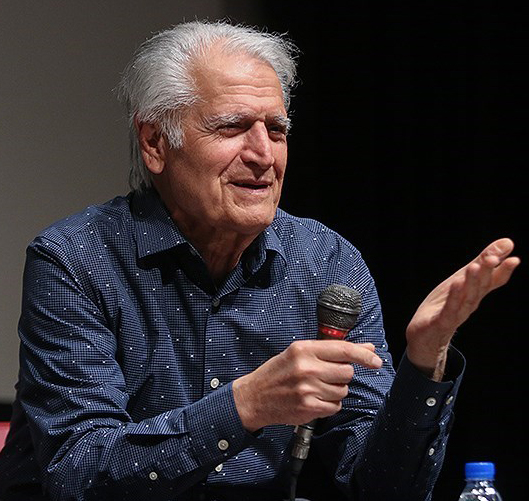
احمد پژمان در نشست نقد و بررسی آثار احمد پژمان، فرهنگسرای ارسباران، ۲ آذر ۱۳۹۶

او در این هنگام به مطالعهٔ بیشتر اپرا پرداخت و قصد نوشتن اپرای سیاوش با مضمون تراژدی سیاوش را داشت اما این اپرا به سرانجام نرسید. وی در سال ۱۳۴۹ اپرای دیگر خود با عنوان سمندر را همراه با لیبرتو محمدرضا اصلانی آهنگسازی نمود. اپراهای جشن دهقان، دلاور سهند و سمندر پیش از انقلاب ۱۳۵۷ در تالار وحدت اجرا شدند. او نخستین تجربهٔ خود در زمینهٔ ساخت موسیقی سریال را با همکاری علی رهبری و برای سریال دلیران تنگستان به کارگردانی همایون شهنواز به دست آورد. پس از آن همکاری خود را با کانون پرورش فکری کودکان و نوجوانان آغاز کرد و در این کانون با بهمن فرمان‌آرا آشنا شد. او در سال ۱۳۵۳ نخستین موسیقی فیلم خود را برای فیلم شازده احتجاب به کارگردانی بهمن فرمان‌آرا ساخت. این همکاری تا سال‌ها ادامه پیدا کرد. به‌طوری‌که بیشتر موسیقی فیلم‌های فرمان‌آرا توسط احمد پژمان آهنگسازی شدند. فرمان‌آرا آغاز این دوستی و همکاری را بعد از فیلم‌برداری شازده احتجاب می‌داند که به واسطهٔ دوستی مشترک آنها با احمدرضا احمدی، صفحه‌ای از او دریافت می‌کند که حاوی اشعاری از نیما یوشیج، صدای احمد شاملو، و موسیقی پژمان بود و پس از شنیدن این اثر به شوق آمده تصمیم می‌گیرد موسیقی متن فیلم خود را به وی بسپارد. او می‌گوید: «به در منزلش رفتم و وقتی به او گفتم که با او چه کار دارم گفت من بلد نیستم. اما من به او گفتم می‌دانم باید چه کار کنیم. در واقع او صاف و ساده و بدون حاشیه با من روبرو شد. چیزی که در آهنگسازان جوان امروزی نیست.»
در همین زمان، مسئولیت مدیریت دپارتمان موسیقی دانشگاه تهران را به وی سپردند. ولی او پس از یک سال از سمَت خود استعفا داد. سپس در سال ۱۳۵۴ برای تحصیل در مقطع دکترای آهنگسازی راهی دانشگاه کلمبیا (نیویورک) شد و به تحصیل موسیقی الکترونیک مشغول شد. از استادان او در این دوره می‌توان به ولادیمیر اوساچفسکی، جک بیزن، بولانت آرل اشاره کرد. پژمان در آن زمان با هدف درک بهتر موسیقی پاپ، دورهٔ ترانه‌سازی را نیز گذراند. او در سال ۱۳۵۵ موفق شد اثر جدیدی با نام حماسه را آهنگسازی و با ارکستر فیلارمونیک لندن، رهبری و اجرا کند. در سال ۱۳۵۶ قطعاتی برای گروه سازهای ایرانی از سوی وزارت فرهنگ و هنر به احمد پژمان سفارش داده شد. او همان سال مجموعه‌ای در پنج قطعه با عنوان عیّاران نوشت و با ارکستر سازهای ملی به سرپرستی فرامرز پایور، اجرا، رهبری، و منتشر کرد.

#### پس از انقلاب ۱۳۵۷

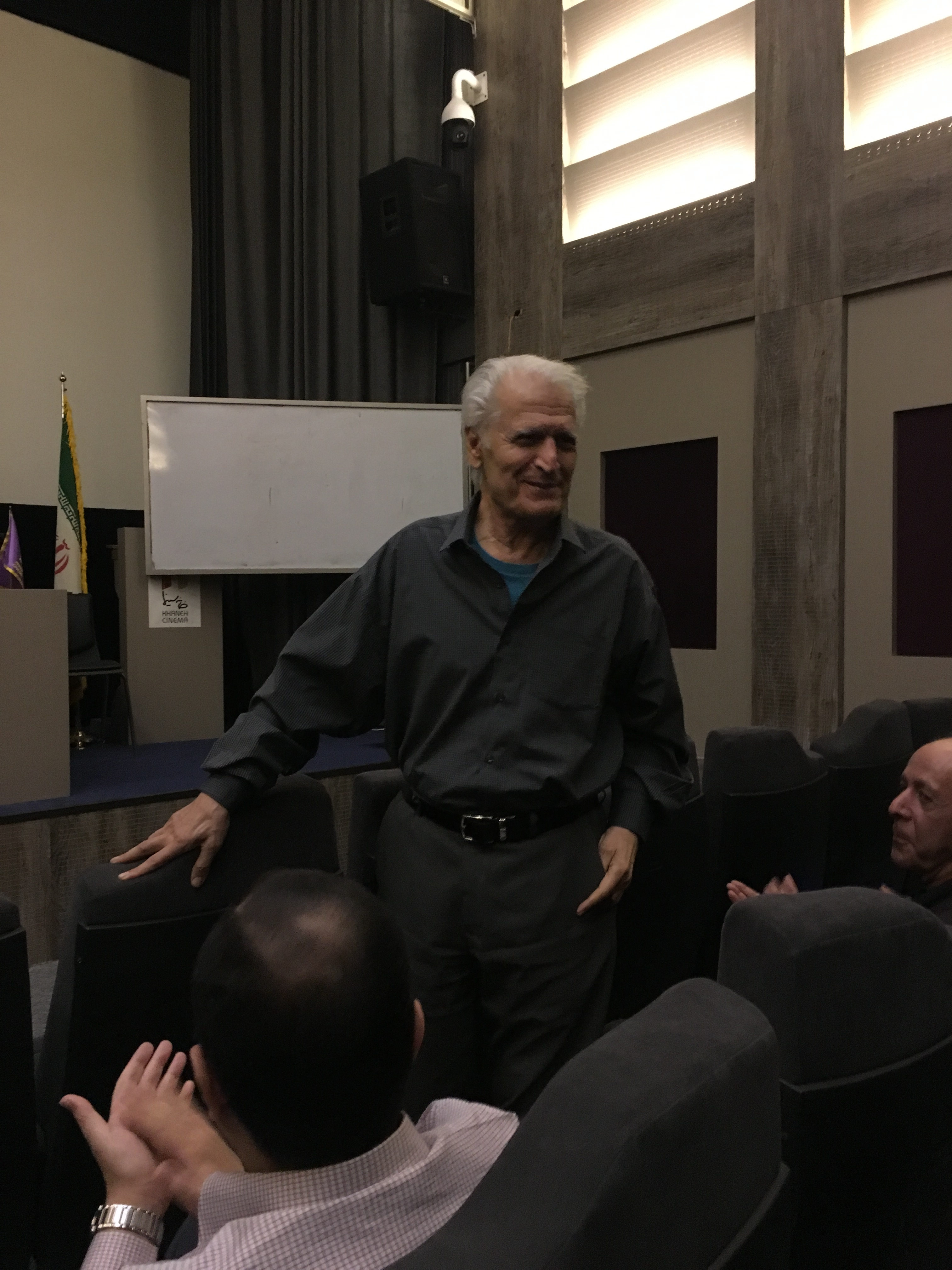
احمد پژمان در مجمع عمومی کانون آهنگسازان سینمای ایران خانه سینمای ایران (۱۴ آبان ۱۳۹۶)

احمد پژمان که در سال ۱۳۵۴ به منظور ادامه تحصیلات در مقطع دکترای آهنگسازی با هزینهٔ شخصی راهی نیویورک شده بود پس از انقلاب ۱۳۵۷ به ایران بازگشت و نزدیک به دو سال در ایران اقامت داشت. او در دههٔ ۱۳۶۰ به‌عنوان آهنگساز و تنظیم‌کننده با برخی از خوانندگان موسیقی پاپ ساکن در لس آنجلس مانند حمیرا، هایده، داریوش، عارف، ستار و مهستی همکاری داشت. بسیاری از این آثار روی اشعار میهنی و بعضاً سیاسی ساخته شده بودند. سرشناس‌ترین این آثار تنظیم ترانهٔ بمان مادر (با صدای داریوش/عارف، شعر نادر نادرپور و ملودی بابک افشار)، ساخت ملودی و تنظیم ترانهٔ روزگار غریبیست نازنین (با صدای عارف، شعر از احمد شاملو)، و تنظیم ترانهٔ در این بن‌بست (به خوانندگی داریوش با شعر از احمد شاملو و ملودی بابک افشار) هستند. در سال ۱۳۵۹ آثاری از احمد پژمان و دیگر آهنگسازان ایرانی با ارکستر سمفونی نورنبرگ در سه صفحه گرامافون ۳۳ دور با عنوان پوئم سمفونیک‌هایی از ایران در آلمان منتشر شدند. این آثار در سال ۱۴۰۰ توسط موسسه ماهور در ایران بازنشر شدند.
احمد پژمان که پس از سال‌ها اقامت در خارج از ایران، دچار افسردگی و غم دوری از وطن شده بود با تشویق عده‌ای از سینماگران که با وی در یک جشنوارهٔ فیلم خارجی دیدار داشتند تصمیم گرفت خانواده و همسرش را رها کند و به ایران برگردد. او در هنگام بازگشت در سال حدود ۱۳۷۰ یک دستگاه سینتی سایزر و یک کامپیوتر مخصوص موسیقی به همراه داشت که با ممانعت ورود از سوی گمرک مواجه شد. او برای ترخیص این وسایل به ایران، نیازمند دریافت مجوز از وزارت فرهنگ و ارشاد اسلامی بود. مراجعهٔ پژمان به تالار وحدت برای دریافت مجوز، موجب دیدار وی با مسئولان وزارت ارشاد و پیشنهاد برای تولید آثار جدید موسیقی شد. او از سال ۱۳۷۰ به عنوان عضو هیئت علمی در دانشکده هنرهای زیبای دانشگاه تهران به تدریس مشغول شد. پژمان در سال ۱۳۷۱ با ساخت موسیقی فیلم هنرپیشه به کارگردانی محسن مخملباف نخستین اثر موسیقی فیلم خود پس از انقلاب ۱۳۵۷ را آهنگسازی و با سینتی سایزر اجرا کرد.
از دیگر آثار ساخته شده توسط وی در دههٔ ۱۳۷۰ قطعات خرمشهر (به مناسبت آزادسازی خرمشهر)، تک‌سوار عشق (بر پایه نمایشنامهٔ مختار) و هفت‌خان رستم (با طراحی بهروز غریب‌پور) بود. او در آغاز دهه ۱۳۸۰ یک آلبوم حاوی منتخبی از چند موسیقی فیلم خود را با عنوان سراب توسط نشر هرمس منتشر نمود. در سال ۱۳۸۱ نیز منتخب دیگری از آثار موسیقی فیلم را در آلبوم خاطرات فردا منتشر کرد. ناگهان رستخیز اثر دیگر احمد پژمان در دههٔ ۱۳۸۰ بود. او این اثر را در سال ۱۳۸۶ به واسطهٔ دوستی با طالب‌خان شهیدی (آهنگساز اهل تاجیکستان)، با اجرای ارکستر سمفونیک روسیه و گروه کر مسکو ضبط کرد. آلبوم این اثر نخستین‌بار در سال ۱۳۸۹ توسط حوزه هنری سازمان تبلیغات اسلامی منتشر شد.
وی در اواخر دههٔ ۱۳۸۰ مجموعه‌ای از آثار تلفیقی با سازهای آکوستیک و الکترونیک را در آلبومی با نام سایه‌های خورشید ضبط و در سال ۱۳۸۹ توسط نشر هرمس منتشر کرد. انگیزهٔ پژمان برای ساخت قطعات این آلبوم، که ابتدا کنگان نام داشت تولد دخترش بود. او برای این آلبوم قطعاتی را به شیوهٔ موسیقی موج نو طراحی و آهنگسازی کرد.
احمد پژمان دههٔ ۱۳۹۰ را با ساخت آثاری همچون سمفونی نوروز آغاز کرد. دیورتیمنتو از دیگر آثار پژمان بود که ابتدا در سال ۱۳۸۷ برای ارکستر زهی بزرگ نوشته شد. اما او به دلیل محدودیت‌های مالی، این قطعه را دوباره برای پنج‌نوازی زهی تنظیم و بازنویسی کرد. این اثر در سال ۱۳۹۵ ضبط و توسط مؤسسهٔ خانهٔ هنر خِرَد منتشر شد.

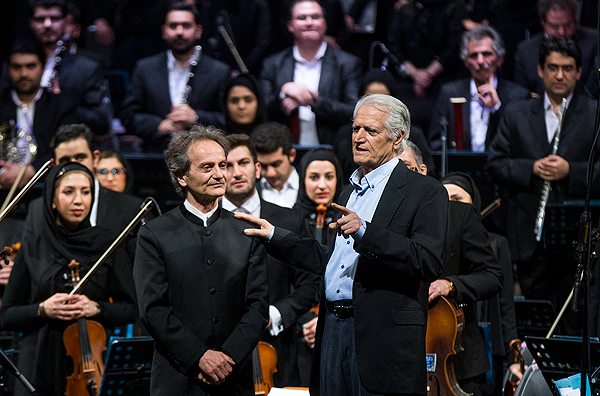
احمد پژمان در کنار شهرداد روحانی و نوازندگان ارکستر سمفونیک تهران، رونمایی از پوئم سمفونی «سرزمین دلاوران»، تالار وحدت (۱۴ دی ۱۳۹۵)

در ۸ اردیبهشت ۱۳۹۴ احمد پژمان مادر خود (زینت‌السادات نسابه حقیقی) را بر اثر سکته مغزی از دست داد. او آن هنگام در ایران حضور نداشت. وی علاقهٔ زیادی به مادرش داشت و معتقد است که نقش مهمی در زندگی و موفقیت‌هایش داشته‌است. در ۱۴ دی ۱۳۹۵ اثر جدیدی از احمد پژمان با عنوان پوئم سمفونیک سرزمین دلاوران در پنج موومان نخستین‌بار توسط ارکستر سمفونیک تهران به رهبری شهرداد روحانی اجرا شد. این اثر با مضمون آزادگی و برای اسیران جنگ ایران و عراق نوشته شده و شعر آن را عبدالجبار کاکایی سروده‌است. شهرداد روحانی در یک کنفرانس مطبوعاتی که پیش از اجرای این اثر برگزار شد گفت: «خوشحالم که افتخار رهبری این قطعه نصیب من شد» و در ادامه افزود «مطمئنم این آهنگ بارها در ایران و جهان اجرا خواهد شد…».
وی هنگام تحصیل در اتریش، قطعه‌ای با عنوان اورتور پارسیان نوشت که قرار بود به همراه قطعهٔ راپسودی توسط ارکستر رادیو وین به رهبری هاینس سنداور ضبط شود. اما راپسودی ضبط شد و پارسیان به ضبط نرسید. این قطعه که پس از ۵۰ سال توسط پژمان دوباره برای کوئینتت زهی تنظیم و ضبط شده بود در ۲۲ تیر ۱۳۹۹ به مناسبت هشتاد و پنجمین سالروز تولد احمد پژمان توسط مؤسسهٔ خانهٔ هنر خِرَد منتشر و به وی اهدا شد.
احمد پژمان در طول فعالیت‌های خود در ایران در امور دیگری غیر از آهنگسازی با جامعهٔ موسیقی از جمله تدریس هارمونی، کنترپوان، آهنگسازی در دانشگاه، مدیریت گروه آموزشی موسیقی دانشگاه تهران، از بنیانگذاران کانون آهنگسازان سینمای ایران، دبیری هنری جشنوارهٔ موسیقی فارس همکاری داشته‌است.

### زندگی خصوصی
احمد پژمان دو بار ازدواج کرده‌است. او با همسر اول خود، هما بحرینی در کلاس درس مصطفی پورتراب آشنا شد. هما بحرینی در آن زمان نوازندهٔ سنتور و آکوردئون و از شاگردان هنرستان موسیقی بود و نزد مصطفی پورتراب هارمونی می‌آموخت. احمد پژمان از همسر اول خود، یک دختر به‌نام شیوا و دو پسر به نام‌های بابک و ژوبین دارد. وی پس از جدا شدن از همسر اول، در سال ۱۳۶۴ با شیرین بذله (کارگردان و تهیه‌کنندهٔ ساکن آمریکا) ازدواج کرد که از این ازدواج دختری به نام سیما دارد. احمد پژمان در ایران و آمریکا زندگی می‌کند. او خود در این مورد گفته‌است: «من به‌خاطر خانواده به آمریکا می‌روم. ولی بیشتر وقت‌ها در ایران هستم و هر چند ماه یک‌بار باید به ایران بیایم».

## آهنگسازی

### سبک

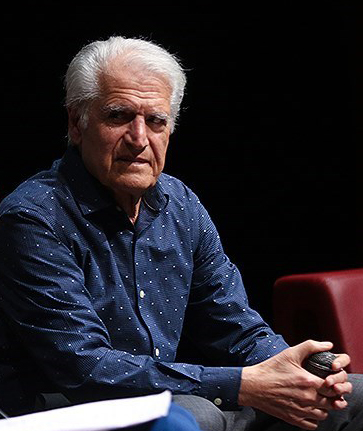
احمد پژمان (۱۳۹۶)

سبک موسیقی پژمان را تلفیقی از موسیقی محلی، موسیقی ردیف، سازهای ایرانی، همراه با هارمونی، کنترپوان، ارکستراسیون و سایر تکنیک‌های موسیقی غرب می‌دانند. پژمان خود می‌گوید در آهنگسازی، قبل از موسیقی، بیشتر از ادبیات ایران تأثیر پذیرفته‌است. شاعرانی مانند فردوسی و حافظ الگوی او بوده و نقش مهمی در نگاه او به خلق آثارش داشته‌اند. وی پایه و اساس کارهای خود را فرهنگ و موسیقی ایرانی می‌داند و از موسیقی محلی و ردیف در آهنگسازی (مانند درآمد راست‌پنج‌گاه برای موسیقی فیلم) بسیار استفاده کرده‌است. پژمان می‌گوید که از شخص خاصی در ایران تأثیر نپذیرفته، اما بتهوون را آهنگسازی تأثیرگذار و الگوی اصلی خودش در آهنگسازی (به‌ویژه تکنیک بسط و گسترش تم) می‌داند. وی در طول فعالیت هنری خود بر ایرانی بودن آثارش تأکید دارد. او در این باره می‌گوید:
«...آهنگسازی که موسیقی میهن خود را نداند نمی‌تواند آهنگساز خوبی باشد و آهنگسازی است عاریتی، که نظیرش در دنیا فراوان است و ارزشی هم ندارد … من همیشه به موسیقی ایرانی فکر می‌کنم. زیرا بنای موسیقی من ایرانی است. موتیف و بعضی تم‌ها ایرانی است. ولی هارمونی من صددرصد صدای ایرانی نمی‌دهد. چون خود هارمونی اساساً یک مقولهٔ غربی است و ارکستر هم طبعاً صدای ایرانی ندارد. چرا که سازها ایرانی نیستند. اما همیشه کوشیده‌ام رنگ و حالت ایرانی را در آثار خود حفظ کنم و معتقدم آهنگسازان ما باید بیشتر به سنت‌های موسیقی خودمان متکی باشند و نباید به دنبال موتیف‌های غربی بروند…»

### از نگاه دیگران
سبک احمد پژمان مورد توجه بسیاری از موسیقی‌دانان ایرانی قرار گرفته و به نقد و تحلیل آن پرداخته‌اند. محمدرضا شجریان معتقد است احمد پژمان به‌عنوان یک آهنگساز بزرگ موسیقی کلاسیک در ایران، با تلفیق موسیقی کلاسیک و ایرانی و با استفاده از صداهای جدید و سینث‌سایزر آثار جدیدی خلق کرده و در این زمینه او بهترین است.
حسین علیزاده آهنگساز و نوازندهٔ تار که از دوران هنرستان با احمد پژمان آشنا شده و در تحصیلات دانشگاهی نیز در کلاس‌های درس وی حضور داشته، ضمن ستایش از شیوهٔ آهنگسازی وی در تلفیق موسیقی محلی و ردیف، مهم‌ترین ویژگی پژمان را این می‌داند که او هیچ چیز را مطلق نمی‌دانست و سلیقه شخصی‌اش را به دیگران تحمیل نمی‌کرد. علیزاده سبک پژمان را مختص ژانر خاصی از موسیقی ایرانی یا موسیقی غربی نمی‌داند و معتقد است پژمان به خاطر اینکه متولد شهر لار در استان فارس است توجه منحصربه‌فردی به ملودی‌های محلی داشته و بهتر از دیگران از این پتانسیل استفاده کرده‌است. علیزاده، ذات و پویایی موسیقی پژمان را استفاده از ریتم و رنگ‌های صوتی می‌داند و می‌گوید این امر با هر نوع ارکستری، نتیجهٔ مطلوبی به‌دست می‌آورد. وی نتیجه می‌گیرد که در هر صورت اگر پژمان یک موتیف دو یا سه‌نتی داشته باشد همان دو یا سه نت، موضوع موسیقی‌اش می‌شوند و با چنان ذوق و مهارتی آن را بسط می‌دهد که اثری بزرگ خلق می‌شود».
علی رهبری، رهبر ارکستر و آهنگساز ایرانی که آخرین قسمت از پوئم سمفونیک مادرم ایران، ساختهٔ خود را به احمد پژمان تقدیم کرده‌است دربارهٔ وی گفته‌است: «احمد پژمان را هنوز در ایران درک نکرده‌اند». او دلیل آن را بی‌سوادی مسئولان فرهنگی و حسادت موسیقی‌دانان باسواد ذکر می‌کند.
هوشنگ کامکار موسیقی‌دان و آهنگساز که آلبوم باغ‌های پژمان را به‌یاد احمد پژمان ساخته و به وی تقدیم کرده∗ می‌گوید نخستین‌بار با نام احمد پژمان از طریق مجلات موسیقی آشنا شد و سپس از سال ۱۳۵۰ در دانشگاه از وی اصول آهنگسازی را آموخته‌است. کامکار ضمن اشاره به اینکه چهرهٔ مهربان و فروتن او با آن همه دانش موسیقایی، برایم تا به امروز سمبل هنرمندی واقعی و بزرگ بوده‌است، در بارهٔ سبک آهنگسازی وی می‌گوید:
«... او را می‌توان اولین آهنگسازی در موسیقی ایران دانست که آثار ارزشمندی برای سازهای ایرانی با استفاده از ملودی‌ها و تم‌های کاملاً ایرانی و به‌کارگیری انواع تدابیر آهنگسازی علمی و فنون چندصدایی نوشته‌است… تحصیلات آکادمیک او در اتریش و آمریکا و تجربه موسیقایی او پشتوانهٔ محکمی برای هارمونی‌گذاری و کنترپوان‌نویسی مناسب در موسیقی ایران است … او آهنگساز تأثیرگذار و بانی موسیقی ملی ایران به‌شمار می‌آید که آثارش آمیخته‌ای است از تکنیک‌های موسیقی علمیِ جهانی با هویتی ملی…»
این گفته‌های کامکار در ستایش از سبک احمد پژمان واکنش‌برانگیز شدند. علی عظیمی‌نژادان در روزنامه اعتماد ملی گفتهٔ هوشنگ کامکار در مورد نام بردن از احمد پژمان به‌عنوان اولین آهنگساز چندصدایی و بانی موسیقی ملی در ایران را خلط مبحث می‌داند و معتقد است چندصدایی برای موسیقی ایرانی به صورت کلی و چندصدایی برای سازهای ملی دو مقولهٔ جداگانه هستند. وی ادامه می‌دهد که در مورد موسیقی ایرانی، قبل از پژمان، علینقی وزیری و روح‌الله خالقی پیشتاز موسیقی چندصدایی در ایران بوده‌اند و پس از آن حسین دهلوی قرار دارد. دهلوی قطعاتی مانند سبکبال ساخته که در آن از تکنیک کنترپوان و ریزپرده استفاده کرده است. این در حالی است که احمد پژمان اصولاً اعتقادی به استفاده از ریزپرده ندارد. عظیمی‌نژادان در مورد چندصدایی در سازهای ملی نیز می‌گوید که با آنکه بالهٔ عیاران ساختهٔ احمد پژمان در اواسط دههٔ ۱۳۵۰ (توسط گروه پایور اجرا شد) از ساختار پیچیده‌تری در موسیقی چندصدایی ایرانی برخوردار است باید در نظر داشت که گروه پایور از دههٔ ۱۳۴۰ به‌سرپرستی فرامرز پایور از همان زمان سابقهٔ درخشانی در اجرای موسیقی چندصدایی داشته‌است. ضمن اینکه اندکی قبل از پژمان، لوریس چکناواریان اثری به نام باله سیمرغ را با این گروه اجرا کرد که چندصدایی و بسیاری از قسمت‌های آن آتونال است. وی می‌افزاید استفاده از موسیقی محلی نیز ادامهٔ سنت روبیک گریگوریان است که آهنگسازانی مانند هوشنگ استوار، ثمین باغچه‌بان و محمدتقی مسعودیه این سبک را ادامه دادند و پژمان نیز در این راستا به خوبی از آن استفاده کرده‌است.

«... استفاده از ظرایف خاص موسیقی اصیل ایرانی، به‌کارگیری صحیح آنها در نوشتن مجموعه‌های موسیقی و درنهایت همکاری با بهترین ارکسترهای اروپا و آمریکا از جمله نکات قابل توجه در کارنامهٔ هنری پژمان است… به‌نظر من احمد پژمان بزرگترین موسیقی‌دان ایرانی است و همهٔ ما به وجودش افتخار می‌کنیم…»

فرهاد فخرالدینی

### معرفی آثار
احمد پژمان قطعات موسیقی گوناگونی برای ارکستر سمفونیک، ارکستر مجلسی، سازهای تک‌نوازی مانند پیانو و ویولا، گروه کر، آواز، و موسیقی فیلم ساخته‌است که برخی از آنها با همراهی ارکستر سمفونیک تهران و بسیاری دیگر توسط ارکسترهای معتبر خارجی درکشورهایی نظیر اتریش، انگلستان، لهستان، بلژیک، آلمان، آفریقای جنوبی و آمریکا اجرا شده‌اند. نخستین قطعهٔ وی که پیش از تحصیلات آکادمیک ساخته‌است در کنار جویبار نام دارد. اپرای جشن دهقان اولین اپرای ساختهٔ پژمان و اولین اپرایی بود که در ایران برای افتتاح تالار رودکی ساخته و اجرا شده‌است.
از احمد پژمان تاکنون ده‌ها اثر در سبک‌ها و فرم‌های گوناگون برای ارکسترهایی با ترکیبات مختلف به ثبت رسیده‌است. وی که در سال ۱۳۵۲ با ساخت موسیقی فیلم شازده احتجاب وارد عرصهٔ سینما شد تاکنون برای حدود ۲۷ فیلم و سریال آهنگ ساخته‌است و جوایز گوناگون و معتبری نیز کسب کرده‌است. تنوع آثار پژمان از موسیقی کلاسیک تا موسیقی پاپ گسترده‌است. او بیش از ۳۰ ترانه برای خوانندگان سرشناس و مختلف پاپ، ساخته یا تنظیم کرده‌است. همچنین وی حدود ۱۵ آلبوم از آثار ارکسترال، آوازی، و موسیقی فیلم از خود منتشر کرده که برخی از این آلبوم‌ها موفق به نامزدی یا دریافت جایزه در جشنواره‌های مختلف موسیقی شده‌اند. احمد پژمان بسیاری از پارتیتورهای خود (حدود ۶ کتاب) را به چاپ رسانده و برخی دیگر را نیز به صورت رایگان و آنلاین در اختیار علاقه‌مندان موسیقی گذاشته‌است.
| فهرست آثار احمد پژمان       | فهرست آثار احمد پژمان                              | فهرست آثار احمد پژمان                              | فهرست آثار احمد پژمان                        | فهرست آثار احمد پژمان                        | فهرست آثار احمد پژمان                        | فهرست آثار احمد پژمان                          | فهرست آثار احمد پژمان                          | فهرست آثار احمد پژمان                          | فهرست آثار احمد پژمان       | فهرست آثار احمد پژمان       |
| آثار ارکسترال، مجلسی و سولو | آثار ارکسترال، مجلسی و سولو                        | آثار ارکسترال، مجلسی و سولو                        | آثار ارکسترال، مجلسی و سولو                  | آثار ارکسترال، مجلسی و سولو                  | آثار ارکسترال، مجلسی و سولو                  | آثار ارکسترال، مجلسی و سولو                    | آثار ارکسترال، مجلسی و سولو                    | آثار ارکسترال، مجلسی و سولو                    | آثار ارکسترال، مجلسی و سولو | آثار ارکسترال، مجلسی و سولو |
| شماره                       | نام اثر                                            | نام اثر                                            | انتشار                                       | منبع                                         | شماره                                        | نام اثر                                        | نام اثر                                        | نام اثر                                        | انتشار                      | منبع                        |
| --------------------------- | -------------------------------------------------- | -------------------------------------------------- | -------------------------------------------- | -------------------------------------------- | -------------------------------------------- | ---------------------------------------------- | ---------------------------------------------- | ---------------------------------------------- | --------------------------- | --------------------------- |
| ۱                           | در کنار جویبار، (ساخته شده پیش از تحصیلات آکادمیک) | در کنار جویبار، (ساخته شده پیش از تحصیلات آکادمیک) | -                                            | [ ۵۶ ]                                       | ۱۰                                           | اپرای سمندر، (آخرین اپرا قبل از انقلاب)        | اپرای سمندر، (آخرین اپرا قبل از انقلاب)        | اپرای سمندر، (آخرین اپرا قبل از انقلاب)        | ۱۹۶۹م                       | [ ۵۶ ]                      |
| ۲                           | ترانه روستایی، (ساخته شده پیش از تحصیلات آکادمیک)  | ترانه روستایی، (ساخته شده پیش از تحصیلات آکادمیک)  | -                                            | [ ۵۶ ]                                       | ۱۱                                           | امپرسیون باله                                  | امپرسیون باله                                  | امپرسیون باله                                  | ۱۳۵۲                        | [ ۵۶ ]                      |
| ۳                           | کنسرتو برای ۹ ساز                                  | کنسرتو برای ۹ ساز                                  | -                                            | [ ۵۶ ]                                       | ۱۲                                           | طرح‌های سمفونیک                                 | طرح‌های سمفونیک                                 | طرح‌های سمفونیک                                 | ۱۳۵۴                        | [ ۵۶ ]                      |
| ۴                           | راپسودی برای ارکستر                                | راپسودی برای ارکستر                                | ۱۹۶۵م                                        | [ ۵۶ ]                                       | ۱۳                                           | هفت قطعه کوچک                                  | هفت قطعه کوچک                                  | هفت قطعه کوچک                                  | ۱۳۵۷                        | [ ۵۶ ]                      |
| ۵                           | سونات برای ویولا و پیانو                           | سونات برای ویولا و پیانو                           | ۱۹۶۶م                                        | [ ۵۶ ]                                       | ۱۴                                           | خرمشهر، (به مناسبت آزادی خرمشهر)               | خرمشهر، (به مناسبت آزادی خرمشهر)               | خرمشهر، (به مناسبت آزادی خرمشهر)               | ۱۳۷۱                        | [ ۵۶ ]                      |
| ۶                           | اورتور پارسیان                                     | اورتور پارسیان                                     | ۱۹۶۶م                                        | [ ۵۶ ]                                       | ۱۵                                           | سمفونی نوروز، (در ۵ موومان)                    | سمفونی نوروز، (در ۵ موومان)                    | سمفونی نوروز، (در ۵ موومان)                    | ۱۳۹۰                        | [ ۵۶ ]                      |
| ۷                           | اپرای جشن دهقان، (برای افتتاح تالار رودکی)         | اپرای جشن دهقان، (برای افتتاح تالار رودکی)         | ۱۹۶۷م                                        | [ ۵۶ ]                                       | ۱۶                                           | پارس آوا/پرسو، (۵ موومان برای پیانو)           | پارس آوا/پرسو، (۵ موومان برای پیانو)           | پارس آوا/پرسو، (۵ موومان برای پیانو)           | ۱۳۹۵                        | [ ۵۶ ]                      |
| ۸                           | اپرای دلاور سهند، (بر اساس زندگی بابک خرمدین)      | اپرای دلاور سهند، (بر اساس زندگی بابک خرمدین)      | ۱۹۶۸م                                        | [ ۵۶ ]                                       | ۱۷                                           | سرزمین دلاوران، (برای اسیران جنگ ایران و عراق) | سرزمین دلاوران، (برای اسیران جنگ ایران و عراق) | سرزمین دلاوران، (برای اسیران جنگ ایران و عراق) | ۱۳۹۶                        | [ ۵۶ ]                      |
| ۹                           | باله روشنایی                                       | باله روشنایی                                       | ۱۹۶۹م                                        | [ ۵۶ ]                                       | ۱۸                                           | موسیقی بر روی اشعار سهراب سپهری                | موسیقی بر روی اشعار سهراب سپهری                | موسیقی بر روی اشعار سهراب سپهری                | ۱۳۹۶                        | [ ۵۶ ]                      |
| موسیقی فیلم و سریال         |                                                    |                                                    |                                              |                                              |                                              |                                                |                                                |                                                |                             |                             |
| شماره                       | نام فیلم/سریال                                     | نام کارگردان                                       | انتشار                                       | منبع                                         | شماره                                        | نام فیلم/سریال                                 | نام فیلم/سریال                                 | نام کارگردان                                   | انتشار                      | منبع                        |
| ۱                           | مستندی دربارهٔ ایران                                | منوچهر عسگری‌نسب                                    | ۱۳۵۰                                         | [ ۴ ]                                        | ۱۵                                           | عشق گمشده                                      | عشق گمشده                                      | سعید اسدی                                      | ۱۳۷۵                        | [ ۵۷ ]                      |
| ۲                           | دلیران تنگستان، (با همکاری علی رهبری)              | همایون شهنواز                                      | ۱۳۵۲                                         | [ ۵۸ ]                                       | ۱۶                                           | وسوسه                                          | وسوسه                                          | جمشید اکرمی                                    | ۱۳۷۷                        | [ ۴ ]                       |
| ۳                           | سمک عیار                                           | محمدرضا اصلانی                                     | ۱۳۵۳                                         | [ ۵۹ ]                                       | ۱۷                                           | بوی کافور، عطر یاس                             | بوی کافور، عطر یاس                             | بهمن فرمان‌آرا                                  | ۱۳۷۸                        | [ ۵۶ ]                      |
| ۴                           | شازده احتجاب                                       | بهمن فرمان‌آرا                                      | ۱۳۵۳                                         | [ ۵۹ ]                                       | ۱۸                                           | باران                                          | باران                                          | مجید مجیدی                                     | ۱۳۷۹                        | [ ۵۶ ]                      |
| ۵                           | جشن سده، (مستند)                                   | منوچهر عسگری‌نسب                                    | ۱۳۵۴                                         | [ ۵۹ ]                                       | ۱۹                                           | سفر به فردا                                    | سفر به فردا                                    | محمدحسین حقیقی                                 | ۱۳۸۰                        | [ ۵۶ ]                      |
| ۶                           | چهارراه تمدن، (مستند)                              | دیوید فراست                                        | ۱۳۵۶                                         | [ ۵۹ ]                                       | ۲۰                                           | خانه‌ای روی آب                                  | خانه‌ای روی آب                                  | بهمن فرمان‌آرا                                  | ۱۳۸۰                        | [ ۵۶ ]                      |
| ۷                           | سایه‌های بلند باد                                   | بهمن فرمان‌آرا                                      | ۱۳۵۷                                         | [ ۵۹ ]                                       | ۲۱                                           | «همراه باد در دل تنهایی کویر»، (مستند)         | «همراه باد در دل تنهایی کویر»، (مستند)         | منوچهر طیاب                                    | ۱۳۸۰                        | [ ۶۰ ]                      |
| ۸                           | ساخت ایران                                         | امیر نادری                                         | ۱۳۵۷                                         | [ ۵۹ ]                                       | ۲۲                                           | آستان قدس رضوی، (مستند)                        | آستان قدس رضوی، (مستند)                        | منوچهر طیاب                                    | ۱۳۸۲                        | [ ۴ ]                       |
| ۹                           | تهدید                                              | سیروس نورسته                                       | ۱۳۶۸                                         | [ ۵۹ ]                                       | ۲۳                                           | بید مجنون                                      | بید مجنون                                      | مجید مجیدی                                     | ۱۳۸۳                        | [ ۵۶ ]                      |
| ۱۰                          | هنرپیشه                                            | محسن مخملباف                                       | ۱۳۷۱                                         | [ ۵۶ ]                                       | ۲۴                                           | یک بوس کوچولو                                  | یک بوس کوچولو                                  | بهمن فرمان‌آرا                                  | ۱۳۸۳                        | [ ۵۶ ]                      |
| ۱۱                          | زینت                                               | ابراهیم مختاری                                     | ۱۳۷۲                                         | [ ۵۶ ]                                       | ۲۵                                           | دریای پارس، (مستند)                            | دریای پارس، (مستند)                            | منوچهر طیاب                                    | ۱۳۸۵                        | [ ۶۱ ]                      |
| ۱۲                          | کیمیا                                              | احمدرضا درویش                                      | ۱۳۷۳                                         | [ ۵۶ ]                                       | ۲۶                                           | البرز، (مستند)                                 | البرز، (مستند)                                 | منوچهر طیاب                                    | ۱۳۹۰                        | [ ۴ ]                       |
| ۱۳                          | روسری‌آبی                                           | رخشان بنی اعتماد                                   | ۱۳۷۳                                         | [ ۵۶ ]                                       | ۲۷                                           | سرزمین مادری                                   | سرزمین مادری                                   | کمال تبریزی                                    | ۱۳۹۶                        | [ ۵۶ ]                      |
| ۱۴                          | مستندی دربارهٔ ایران                                | مصطفی رزاق کریمی                                   | ۱۳۷۵                                         | [ ۴ ]                                        |                                              |                                                |                                                |                                                |                             |                             |
| آلبوم‌های موسیقی             |                                                    |                                                    |                                              |                                              |                                              |                                                |                                                |                                                |                             |                             |
| شماره                       | نام آلبوم                                          | نام ناشر                                           | انتشار                                       | منبع                                         | شماره                                        | نام آلبوم                                      | نام آلبوم                                      | نام ناشر                                       | انتشار                      | منبع                        |
| ۱                           | گل اومد، بهار اومد، (سرودهٔ منوچهر نیستانی)         | کانون پرورش                                        | ۱۳۵۰                                         | [ ۶۲ ]                                       | ۱۰                                           | حماسه                                          | حماسه                                          | شرکت طنین صوت                                  | ۱۳۸۰                        | [ ۲۱ ]                      |
| ۲                           | نیمایوشیج، (با صدای احمد شاملو)                    | کانون پرورش                                        | ۱۳۵۱                                         | [ ۶۳ ]                                       | ۱۱                                           | سراب                                           | سراب                                           | نشر موسیقی هرمس                                | ۱۳۸۰                        | [ ۶۴ ]                      |
| ۳                           | بابا برفی، (نوشتهٔ جبار باغچه‌بان)                   | کانون پرورش                                        | ۱۳۵۱                                         | [ ۶۵ ]                                       | ۱۲                                           | خاطرات فردا (موسیقی فیلم)                      | خاطرات فردا (موسیقی فیلم)                      | نشر موسیقی هرمس                                | ۱۳۸۱                        | [ ۶۶ ]                      |
| ۴                           | عیاران                                             | وزارت فرهنگ، انجمن موسیقی                          | ۱۳۵۶–۹۴                                      | [ ۶۷ ]                                       | ۱۳                                           | خانه‌ای روی آب (موسیقی فیلم)                    | خانه‌ای روی آب (موسیقی فیلم)                    | مؤسسهٔ آوای باربد                               | ۱۳۸۵                        | [ ۶۸ ]                      |
| ۵                           | تکسوار عشق، (با خوانندگی عبدالرسول کارگشا)         | شرکت طنین صوت                                      | ۱۳۷۰                                         | [ ۶۹ ]                                       | ۱۴                                           | مجنون (موسیقی فیلم)                            | مجنون (موسیقی فیلم)                            | نشر موسیقی هرمس                                | ۱۳۸۵                        | [ ۷۰ ]                      |
| ۶                           | رودخانه ابدی                                       | کلتکس رکوردز                                       | ۱۳۷۱                                         | [ ۷۱ ]                                       | ۱۵                                           | ناگهان رستخیز                                  | ناگهان رستخیز                                  | حوزه هنری                                      | ۱۳۸۹                        | [ ۷۲ ]                      |
| ۷                           | جینگ جینگ ساز                                      | کلتکس رکوردز                                       | ۱۳۷۵                                         | [ ۷۳ ]                                       | ۱۶                                           | سایه‌های خورشید                                 | سایه‌های خورشید                                 | نشر موسیقی هرمس                                | ۱۳۹۰                        | [ ۷۴ ]                      |
| ۸                           | هفت‌خان                                             | شرکت طنین صوت                                      | ۱۳۷۵                                         | [ ۷۵ ]                                       | ۱۷                                           | دیورتیمنتو                                     | دیورتیمنتو                                     | مؤسسهٔ هنر خرد                                  | ۱۳۹۵                        | [ ۷۶ ]                      |
| ۹                           | همه شهر ایران                                      | کانون نی‌داوود                                      | ۱۳۷۵                                         | [ ۷۷ ]                                       |                                              |                                                |                                                |                                                |                             |                             |
| کتاب‌های موسیقی              |                                                    |                                                    |                                              |                                              |                                              |                                                |                                                |                                                |                             |                             |
| شماره                       | نام اثر                                            | نام اثر                                            | نام اثر                                      | نام اثر                                      | نام اثر                                      | محتوا                                          | نام ناشر                                       | نام ناشر                                       | انتشار                      | منبع                        |
| ۱                           | آهنگ‌های محلی شمال ایران، (یک جلد برای پیانو)       | آهنگ‌های محلی شمال ایران، (یک جلد برای پیانو)       | آهنگ‌های محلی شمال ایران، (یک جلد برای پیانو) | آهنگ‌های محلی شمال ایران، (یک جلد برای پیانو) | آهنگ‌های محلی شمال ایران، (یک جلد برای پیانو) | پارتیتور                                       | انتشارات همگام با کودکان و نوجوانان            | انتشارات همگام با کودکان و نوجوانان            | ۱۳۷۱                        | [ ۷۸ ]                      |
| ۲                           | آهنگ‌های محلی جنوب ایران، (دو جلد برای پیانو)       | آهنگ‌های محلی جنوب ایران، (دو جلد برای پیانو)       | آهنگ‌های محلی جنوب ایران، (دو جلد برای پیانو) | آهنگ‌های محلی جنوب ایران، (دو جلد برای پیانو) | آهنگ‌های محلی جنوب ایران، (دو جلد برای پیانو) | پارتیتور                                       | انتشارات همگام با کودکان و نوجوانان            | انتشارات همگام با کودکان و نوجوانان            | ۱۳۷۱                        | [ ۷۸ ]                      |
| ۳                           | طرح‌های سمفونیک برای ارکستر                         | طرح‌های سمفونیک برای ارکستر                         | طرح‌های سمفونیک برای ارکستر                   | طرح‌های سمفونیک برای ارکستر                   | طرح‌های سمفونیک برای ارکستر                   | پارتیتور                                       | انتشارات سرود                                  | انتشارات سرود                                  | ۱۳۷۹                        | [ ۷۹ ]                      |
| ۴                           | راپسودی برای ارکستر                                | راپسودی برای ارکستر                                | راپسودی برای ارکستر                          | راپسودی برای ارکستر                          | راپسودی برای ارکستر                          | پارتیتور                                       | انتشارات سرود                                  | انتشارات سرود                                  | ۱۳۹۰                        | [ ۸۰ ]                      |
| ۵                           | پارساوا: پنج قطعه برای پیانو                       | پارساوا: پنج قطعه برای پیانو                       | پارساوا: پنج قطعه برای پیانو                 | پارساوا: پنج قطعه برای پیانو                 | پارساوا: پنج قطعه برای پیانو                 | پارتیتور                                       | انتشارات سرود                                  | انتشارات سرود                                  | ۱۳۹۴                        | [ ۸۱ ]                      |
| ۶                           | دیورتیمنتو، (همراه با آلبوم موسیقی)                | دیورتیمنتو، (همراه با آلبوم موسیقی)                | دیورتیمنتو، (همراه با آلبوم موسیقی)          | دیورتیمنتو، (همراه با آلبوم موسیقی)          | دیورتیمنتو، (همراه با آلبوم موسیقی)          | پارتیتور                                       | انتشارات مؤسسهٔ هنر خرد                         | انتشارات مؤسسهٔ هنر خرد                         | ۱۳۹۵                        | [ ۸۲ ]                      |
| فهرست ترانه‌ها               |                                                    |                                                    |                                              |                                              |                                              |                                                |                                                |                                                |                             |                             |
| شماره                       | نام ترانه                                          | خواننده/خوانندگان                                  | شاعر/ترانه‌سرا                                | شاعر/ترانه‌سرا                                | شاعر/ترانه‌سرا                                | ملودی‌ساز                                       | تنظیم‌کننده                                     | نام آلبوم                                      | انتشار                      | منبع                        |
| ۱                           | یا مولا                                            | ستار                                               | هما میرافشار                                 | هما میرافشار                                 | هما میرافشار                                 | محلی                                           | Yes                                            | بانی                                           | ۱۳۶۳                        | [ ۸۳ ]                      |
| ۲                           | با من از یاران بگو                                 | جمعی از خوانندگان∗                                 | مسعود سپند/علی گزرسز                         | مسعود سپند/علی گزرسز                         | مسعود سپند/علی گزرسز                         | بیژن قادری                                     | Yes                                            | قبله من خاک ایران است                          | ۱۳۶۵                        | [ ۸۴ ]                      |
| ۳                           | روزگار غریبی‌ست نازنین                              | عارف                                               | احمد شاملو                                   | احمد شاملو                                   | احمد شاملو                                   | Yes                                            | Yes                                            | روزگار غریبی‌ست نازنین                          | ۱۳۶۵                        | [ ۸۵ ]                      |
| ۴                           | نمیدونم                                            | عارف                                               | باباطاهر                                     | باباطاهر                                     | باباطاهر                                     | Yes                                            | Yes                                            | روزگار غریبی‌ست نازنین                          | ۱۳۶۵                        | [ ۸۵ ]                      |
| ۵                           | خاک من                                             | عارف                                               | هما میرافشار                                 | هما میرافشار                                 | هما میرافشار                                 | Yes                                            | Yes                                            | روزگار غریبی‌ست نازنین                          | ۱۳۶۵                        | [ ۸۵ ]                      |
| ۶                           | وقت آمده                                           | عارف                                               | زویا زاکاریان                                | زویا زاکاریان                                | زویا زاکاریان                                | Yes                                            | Yes                                            | روزگار غریبی‌ست نازنین                          | ۱۳۶۵                        | [ ۸۵ ]                      |
| ۷                           | بمان مادر                                          | عارف                                               | نادر نادرپور                                 | نادر نادرپور                                 | نادر نادرپور                                 | بابک افشار                                     | Yes                                            | روزگار غریبی‌ست نازنین                          | ۱۳۶۵                        | [ ۸۵ ]                      |
| ۱۰                          | خاموش نَمیرید                                       | داریوش                                             | مولوی                                        | مولوی                                        | مولوی                                        | Yes                                            | Yes                                            | خاموش نَمیرید                                   | ۱۳۶۶                        | [ ۸۶ ]                      |
| ۱۱                          | گرگ بیابون                                         | داریوش                                             | هما میرافشار                                 | هما میرافشار                                 | هما میرافشار                                 | Yes                                            | Yes                                            | خاموش نَمیرید                                   | ۱۳۶۶                        | [ ۸۶ ]                      |
| ۱۲                          | روله                                               | داریوش                                             | علیرضا شجاعی‌پور                              | علیرضا شجاعی‌پور                              | علیرضا شجاعی‌پور                              | Yes                                            | Yes                                            | خاموش نَمیرید                                   | ۱۳۶۶                        | [ ۸۶ ]                      |
| ۱۳                          | خانهٔ سرخ                                           | داریوش                                             | ایرج جنتی عطایی                              | ایرج جنتی عطایی                              | ایرج جنتی عطایی                              | داوود بهبودی                                   | Yes                                            | خاموش نَمیرید                                   | ۱۳۶۶                        | [ ۸۶ ]                      |
| ۱۴                          | با من از ایران بگو                                 | داریوش                                             | ایرج جنتی عطایی                              | ایرج جنتی عطایی                              | ایرج جنتی عطایی                              | داوود بهبودی                                   | Yes                                            | خاموش نَمیرید                                   | ۱۳۶۶                        | [ ۸۶ ]                      |
| ۱۵                          | گفتگو با دل                                        | داریوش                                             | معینی کرمانشاهی                              | معینی کرمانشاهی                              | معینی کرمانشاهی                              | عماد رام                                       | Yes                                            | خاموش نَمیرید                                   | ۱۳۶۶                        | [ ۸۶ ]                      |
| ۱۶                          | وقتی که عشق میاد                                   | حمیرا                                              | معینی کرمانشاهی                              | معینی کرمانشاهی                              | معینی کرمانشاهی                              | علی تجویدی                                     | Yes                                            | گلبرگ                                          | ۱۳۶۶                        | [ ۸۷ ]                      |
| ۱۷                          | گل سرخ                                             | فرامرز آصف                                         | ایرج رزمجو                                   | ایرج رزمجو                                   | ایرج رزمجو                                   | فرامرز آصف                                     | Yes                                            | افرا ۲٫۱                                       | ۱۳۶۷                        | [ ۸۸ ]                      |
| ۱۸                          | شب شبه من                                          | فرامرز آصف                                         | ایرج رزمجو                                   | ایرج رزمجو                                   | ایرج رزمجو                                   | فرامرز آصف                                     | Yes                                            | افرا ۲٫۱                                       | ۱۳۶۷                        | [ ۸۸ ]                      |
| ۱۹                          | بمان مادر                                          | داریوش                                             | نادر نادرپور                                 | نادر نادرپور                                 | نادر نادرپور                                 | بابک افشار                                     | Yes                                            | خاک خسته                                       | ۱۳۶۸                        | [ ۸۹ ]                      |
| ۲۰                          | بپاخیزید                                           | داریوش                                             | شهرام دانش                                   | شهرام دانش                                   | شهرام دانش                                   | بابک افشار                                     | Yes                                            | خاک خسته                                       | ۱۳۶۸                        | [ ۸۹ ]                      |
| ۲۱                          | و در این بن‌بست                                     | داریوش                                             | احمد شاملو                                   | احمد شاملو                                   | احمد شاملو                                   | بابک افشار                                     | Yes                                            | خاک خسته                                       | ۱۳۶۸                        | [ ۸۹ ]                      |
| ۲۲                          | ترس از عشق                                         | دلارام                                             | زویا زاکاریان                                | زویا زاکاریان                                | زویا زاکاریان                                | Yes                                            | Yes                                            | عزیز راه دورم                                  | ۱۳۶۸                        | [ ۹۰ ]                      |
| ۲۳                          | خاک من ایران من کو؟                                | جمعی از خوانندگان∗                                 | هما میرافشار                                 | هما میرافشار                                 | هما میرافشار                                 | Yes                                            | احمد پژمان/فرید فرجاد                          | -                                              | -                           | [ ۹۱ ]                      |
| ۲۴                          | بی‌محبت                                             | مهستی                                              | لیلی کسری                                    | لیلی کسری                                    | لیلی کسری                                    | حبیب‌الله بدیعی                                 | Yes                                            | گل‌های رنگارنگ                                  | ۱۳۷۰                        | [ ۹۲ ]                      |
| ۲۵                          | قصر آسمون                                          | سوزان روشن                                         | ایرج رزمجو                                   | ایرج رزمجو                                   | ایرج رزمجو                                   | Yes                                            | Yes                                            | دروغ نگو                                       | ۱۳۷۱                        | [ ۹۳ ]                      |
| ۲۶                          | یاهو                                               | شهلا سرشار                                         | یحیی مسجدی                                   | یحیی مسجدی                                   | یحیی مسجدی                                   | فرید فرجاد                                     | Yes                                            | یا هو                                          | ۱۳۷۳                        | [ ۹۴ ]                      |
| ۲۷                          | آشنای دل                                           | شهلا سرشار                                         | اسد تهرانی                                   | اسد تهرانی                                   | اسد تهرانی                                   | فرید فرجاد                                     | Yes                                            | یا هو                                          | ۱۳۷۳                        | [ ۹۴ ]                      |
| ۲۸                          | شکوه دل                                            | شهلا سرشار                                         | اسد تهرانی                                   | اسد تهرانی                                   | اسد تهرانی                                   | فرید فرجاد                                     | Yes                                            | یا هو                                          | ۱۳۷۳                        | [ ۹۴ ]                      |
| ۲۹                          | وداع                                               | شهلا سرشار                                         | ایرج رزمجو                                   | ایرج رزمجو                                   | ایرج رزمجو                                   | Yes                                            | Yes                                            | یا هو                                          | ۱۳۷۳                        | [ ۹۴ ]                      |
| ۳۰                          | دل من                                              | شهلا سرشار                                         | ایرج رزمجو                                   | ایرج رزمجو                                   | ایرج رزمجو                                   | Yes                                            | Yes                                            | یا هو                                          | ۱۳۷۳                        | [ ۹۴ ]                      |
| ۳۱                          | ستاره                                              | فرامرز آصف                                         | ایرج رزمجو                                   | ایرج رزمجو                                   | ایرج رزمجو                                   | فرامرز آصف                                     | Yes                                            | افرا ۴ (جنگ و صلح)                             | ۱۳۷۷                        | [ ۹۵ ]                      |
| ۳۲                          | از تو چه پنهون                                     | فرامرز آصف                                         | ایرج رزمجو                                   | ایرج رزمجو                                   | ایرج رزمجو                                   | فرامرز آصف                                     | احمد پژمان/راب شراک                            | افرا ۵ (ترمه و یاس)                            | ۱۳۸۱                        | [ ۹۶ ]                      |
| ۳۳                          | ستاره (انگلیسی)                                    | فرامرز آصف                                         | ایرج رزمجو                                   | ایرج رزمجو                                   | ایرج رزمجو                                   | فرامرز آصف                                     | احمد پژمان/اردشیر فرح                          | افرا ۵ (ترمه و یاس)                            | ۱۳۸۱                        | [ ۹۶ ]                      |

## افتخارات
«وقتی می‌گوییم موسیقی ایرانی، فوراً فکر می‌کنند که موسیقیِ ردیف هست. بهترین چیز آن است که بگوییم موسیقی ایران. یعنی موسیقیِ لرستان، کردستان، بلوچستان، فارس و همه‌جا هست موسیقی ردیف هم هست. من از موسیقی ردیف، آنقدر الهام نمی‌گیرم که از موسیقی محلی الهام می‌گیرم… بیشتر موتیفها هم در همان موسیقی نواحی است، بیشتر ریتم‌ها آنجا است. در ردیف، ریتم‌هایی که مثلاً در خراسان یا موسیقی کردی داریم، نیست؛ بنابراین می‌گوییم موسیقی ایران، که ردیف هم جزو آن است، از همهٔ این‌ها استفاده کنیم.»

احمد پژمان

### نامزدی و دریافت جوایز
- برنده جایزه سیمرغ بلورین بهترین موسیقی متن از هجدهمین دوره جشنواره فیلم فجر برای فیلم بوی کافور، عطر یاس (۱۳۷۸)[۹۸]
- برنده جایزه بهترین موسیقی متن از هفتمین دوره جشنواره بین‌المللی فیلم پیونگ یانگ برای فیلم عشق گمشده (۱۳۷۹)[۹۹]
- برنده جایزه سیمرغ بلورین بهترین موسیقی متن از نوزدهمین دوره جشنواره فیلم فجر برای فیلم باران (۱۳۷۹)[۱۰۰]
- برنده جایزه تندیس زرین بهترین موسیقی متن از چهارمین دورهٔ جشن سینمای ایران برای فیلم بوی کافور، عطر یاس (۱۳۷۹)[۱۰۱]
- برنده جایزه تندیس زرین بهترین موسیقی متن از پنجمین دورهٔ جشن سینمای ایران برای فیلم باران (۱۳۸۰)[۱۰۲]
- نامزد دریافت تندیس زرین بهترین موسیقی متن از ششمین دورهٔ جشن سینمای ایران برای فیلم سفر به فردا (۱۳۸۱)[۱۰۳]
- برنده جایزه تندیس زرین بهترین موسیقی متن از نهمین دورهٔ جشن سینمای ایران برای فیلم بید مجنون (۱۳۸۴)[۱۰۴]
- برنده جایزه تندیس زرین بهترین موسیقی متن از دهمین دورهٔ جشن سینمای ایران برای فیلم یک بوس کوچولو (۱۳۸۵)[۱۰۵]
- نامزد دریافت جایزهٔ باربد از سی و دومین جشنوارهٔ موسیقی فجر برای آلبوم دیورتیمنتو (۱۳۹۵)[۵۵]
- برنده تندیس طلایی آلبوم برگزیده مدرن، کلاسیک ایرانی و ملل، برای آلبوم موسیقی دیورتیمنتو از چهارمین جشن سالانهٔ موسیقی ما (۱۳۹۶)[۱۰۶]

### بزرگداشت‌ها
- در ۲۶ مهر ۱۳۸۹ در یازدهمین جشن خانه موسیقی ایران پس از پخش کلیپی از زندگی وی، با اهداء تندیس جشن خانه موسیقی توسط مصطفی کمال پورتراب و محمد سریر (که اعلام کرد از شاگردان او در دانشگاه تهران بوده) از احمد پژمان قدردانی شد.[۱۰۷]
- در ۲۹ مهر ۱۳۹۲ بزرگداشت احمد پژمان در تالار وحدت تهران برگزار شد. در این مراسم فرهاد فخرالدینی و بهمن فرمان‌آرا به سخنرانی و قدردانی از شخصیت وی پرداختند. همچنین آثاری از او توسط گروه کر شهر تهران به رهبری مهدی قاسمی به اجرا درآمدند. در ادامه نماهنگ‌هایی از فیلم‌های روز باران و بید مجنون به نمایش درآمده و در نهایت با سخنرانی احمد پژمان به پایان رسید. وی در بخشی از سخنان خود گفت:[۴۵] | « | من هر کجای دنیا که باشم متعلق به ایران و این خاک هستم و امشب با وجود این همه عشق و محبت، یکی از خاطره‌انگیزترین شب‌های زندگیم رقم خورد. | » |
- در ۱۶ آذر ۱۳۹۶ در اختتامیهٔ نهمین جشنواره موسیقی استان فارس با حضور محمدرضا درویشی و رافائل میناسکانیان جایگاه هنری احمد پژمان مورد تجلیل قرار گرفت.[۱۰۸]
- در ۱۶ آذر ۱۳۹۷ از سردیس احمد پژمان و محمدرضا درویشی در مراسم اختتامیهٔ دهمین جشنوارهٔ گروه‌نوازی موسیقی فارس در شیراز رونمایی شد.[۱۰۹]
- در ۲۰ ژانویه ۲۰۱۹ مراسم بزرگداشت احمد پژمان همراه با برگزاری کنسرتی با نام ناگهان رستخیز یا شب موسیقی ایرانی با ارکستر اپرای ونکوور[پ] و گروه کر باخ ونکوور[ت] در سالن تئاتر ارفیوم شهر ونکوور کانادا برگزار شد. در این برنامه، سه موومان از اوراتوریوی ناگهان رستخیز ساختهٔ وی برای نخستین‌بار به‌صورت زنده و با حضور آهنگساز، همراهی ۱۵۰ نوازنده و خواننده به رهبری لسلی دالا[ث] اجرا شد و در پایان برنامه از احمد پژمان قدردانی شد. کامبیز روشن‌روان طی سخنانی درمورد این برنامه ناگهان رستخیز را اثری خوش‌ساخت توصیف کرد که به‌سختی بتوان نمونهٔ مشابه آن را در میان دیگر آهنگسازان ایرانی پیدا کرد. او این موسیقی را بهترین و کامل‌ترین اثر احمد پژمان دانست.[۱۱۰][۱۱۱][۱۱۲]
- در فروردین ۱۴۰۳ مراسم بزرگداشت به پاس شش دهه خدمت احمد پژمان، در دانشگاه کالیفرنیا، لس آنجلس برگزار شد. در این مراسم ارکستر ایرانشهر به رهبری شهاب پارنج آثاری از احمد پژمان را اجرا کرد.[۱۱۳]
- در ۳۱ خرداد ۱۴۰۳ در هفتمین دورهٔ مراسم سال‌نوای موسیقی ایران، نکوداشت احمد پژمان در غیاب او برگزار شد. در این مراسم با حضور شریف لطفی، حسین علیزاده و ابراهیم لطفی به روی صحنه، حسین علیزاده به نیابت از احمد پژمان، تندیس و لوحِ سال‌نوا را به امانت دریافت کرد.[۱۱۴][۱۱۵]

### جایزهٔ آهنگسازی احمد پژمان
در سال ۱۳۹۳ نخستین دوسالانه آهنگسازی احمد پژمان با هدف حضور نسل جوان و تداوم مسیر آهنگسازی احمد پژمان، با دبیری امین هنرمند برگزار شد. این رویداد در سال ۱۳۹۸ پس از پنج سال تأخیر با عنوان «جایزه آهنگسازی احمد پژمان» به‌عنوان جایزه‌ای مستقل از جشنوارهٔ موسیقی دانشجویی صبا برگزار شد. این پروژه بدون تعهد به برگزاری هر دوسال یک‌بار به‌منظور ایجاد بستری برای خلق، اجرا، و ضبط آثار موسیقی برگزار می‌شود.

## واژه‌نامه
1. ↑  Heimo Tauber
2. ↑  Symphonic Poems from Persia
3. ↑  Vancouver Opera Orchestra
4. ↑  Vancouver Bach Choir
5. ↑  Leslie Dala

## یادکردها
1. ↑  «عکس‌های دوران زندگی احمد پژمان (مصطفی پژمان)». آرته باکس. بایگانی‌شده از اصلی در ۲۹ اکتبر ۲۰۲۰. دریافت‌شده در ۲۰۲۰-۱۰-۲۵.
2. 1 2  «مادر احمد پژمان درگذشت». خبرگزاری مهر. ۸ اردیبهشت ۱۳۹۴. بایگانی‌شده از اصلی در ۳۱ اکتبر ۲۰۲۰. دریافت‌شده در ۲۰۲۰-۱۰-۲۷.
3. 1 2 3 4  «آن روزهای سالم سرشار». روزنامه اعتماد. ۲۱ تیر ۱۳۹۷. بایگانی‌شده از اصلی در ۷ ژوئن ۲۰۲۰. دریافت‌شده در ۲۰۲۰-۰۷-۰۷.
4. 1 2 3 4 5 6 7 8  «احمد پژمان، قسمت ۱: کودکی تا دبیرستان». آرته باکس. بایگانی‌شده از اصلی در ۱۷ سپتامبر ۲۰۲۰. دریافت‌شده در ۲۰۲۰-۰۷-۰۷.
5. 1 2 3  «احمد پژمان، قسمت ۲: سال‌های جوانی». آرته باکس. بایگانی‌شده از اصلی در ۳۱ اکتبر ۲۰۲۰. دریافت‌شده در ۲۰۲۰-۱۰-۲۹.
6. ↑  «احمد پژمان، قسمت ۳: تحصیل در رشتهٔ زبان انگلیسی در دانشسرای عالی، فعالیت در ارکستر». آرته باکس. بایگانی‌شده از اصلی در ۳۱ اکتبر ۲۰۲۰. دریافت‌شده در ۲۰۲۰-۱۰-۲۹.
7. 1 2 3 4  «واروژان باوجود ضعف در دانش تئوریک موسیقی، نابغه بود». خبرگزاری برنا. بایگانی‌شده از اصلی در ۱۸ ژانویه ۲۰۲۱. دریافت‌شده در ۲۰۲۰-۱۱-۰۵.
8. 1 2 3  «احمد پژمان، قسمت ۴: آهنگسازی، ازدواج، سربازی، اخذ بورسیه تحصیلی». آرته باکس. بایگانی‌شده از اصلی در ۳ نوامبر ۲۰۲۰. دریافت‌شده در ۲۰۲۰-۱۰-۲۹.
9. ↑  «احمد پژمان، قسمت ۵: تحصیل در آکادمی موسیقی وین». آرته باکس. بایگانی‌شده از اصلی در ۳۱ اکتبر ۲۰۲۰. دریافت‌شده در ۲۰۲۰-۱۰-۲۹.
10. ↑  «احمد پژمان و نئورمانتیسم در موسیقی ایران». رادیو زمانه. ۲۰۱۳-۰۱-۲۱. بایگانی‌شده از اصلی در ۱۸ ژانویه ۲۰۲۱. دریافت‌شده در ۲۰۲۰-۱۰-۲۵.
11. 1 2 3  «احمد پژمان -بازگشت به ایران و نوشتن اپرا». آرته باکس. بایگانی‌شده از اصلی در ۲۸ اکتبر ۲۰۲۰. دریافت‌شده در ۲۰۲۰-۱۰-۲۵.
12. ↑  «احمد پژمان و سمفونی عرفان اسلامی». روزنامه ایران. ۲۱ دی ۱۳۸۵. بایگانی‌شده از اصلی در ۲۸ اکتبر ۲۰۲۰. دریافت‌شده در ۲۰۲۰-۱۰-۲۵.
13. ↑  «گفتگو با «احمد پژمان» دربارهٔ وقفه چند دهه‌ای اجرای اپرا در ایران». وزارت فرهنگ و ارشاد. بایگانی‌شده از اصلی در ۱۸ ژانویه ۲۰۲۱. دریافت‌شده در ۲۰۲۰-۱۰-۲۵.
14. 1 2  «ونکوور میزبان بزرگ‌مرد موسیقی ایران». رسانهٔ همیاری. ۲۰۱۸-۱۲-۲۶. بایگانی‌شده از اصلی در ۲۲ اوت ۲۰۲۰. دریافت‌شده در ۲۰۲۰-۰۷-۰۷.
15. ↑  محمود خوشنام (۸ شهریور ۱۳۹۰). «موسیقی در سینمای ایران؛ احمد پژمان». بی‌بی‌سی فارسی. بایگانی‌شده از اصلی در ۲ مه ۲۰۱۸. دریافت‌شده در ۶ فروردین ۱۳۹۷.
16. ↑  «فرمان‌آرا: خلوص احمد پژمان در هیچ‌یک از آهنگسازان امروزی نیست». همشهری آنلاین. بایگانی‌شده از اصلی در ۲۷ اکتبر ۲۰۲۰. دریافت‌شده در ۲۶ اکتبر ۲۰۲۰.
17. ↑  ماهنامه فیلم، گفتگو با احمد پژمان.
18. ↑  صدیقی، رامین؛ پورمندان، مهران. «ما باید خودمان باشیم». فرهنگ و آهنگ، بهمن ۱۳۸۳ - شماره ۲/بواسطهٔ نورمگز. بایگانی‌شده از اصلی در ۴ نوامبر ۲۰۲۰. دریافت‌شده در ۱۸ ژانویه ۲۰۲۱.
19. ↑  درخشش ابدی در هزارتوی کمال، گفتگو با احمد پژمان.
20. ↑  «گفتگو با احمد پژمان، خالق زیبایی‌های سخت». ماهنامه تجربه/ بواسطهٔ مجله اینترنتی طوطی. ۲۰۱۸-۰۸-۱۳. بایگانی‌شده از اصلی در ۱۹ دسامبر ۲۰۲۰. دریافت‌شده در ۲۰۲۰-۱۰-۲۸.
21. 1 2  «احمد پژمان». هرمس. بایگانی‌شده از اصلی در ۳۱ اکتبر ۲۰۲۰. دریافت‌شده در ۲۰۲۰-۱۰-۲۷.
22. ↑  «تنظیم و انتشار قطعه عیاران احمد پژمان بعد از چهار دهه». همشهری آنلاین. ۲۰۱۵-۱۰-۰۳. بایگانی‌شده از اصلی در ۲۷ اکتبر ۲۰۲۰. دریافت‌شده در ۲۰۲۰-۱۰-۲۹.
23. ↑  «احمد پژمان - متن مصاحبه، قسمت ۷». آرته باکس. دریافت‌شده در ۲۰۲۰-۱۰-۲۵.
24. ↑  درخشش ابدی در هزارتوی کمال، گفتگو با احمد پژمان.
25. ↑  «اSymphonic Poems from Persia». WorldCat. دریافت‌شده در ۸ فوریه ۲۰۲۴.
26. ↑  «پوئم سمفونیک‌هایی از ایران». موسیقی ما. موسسه فرهنگی هنری ماهور. دریافت‌شده در ۱۵ فوریه ۲۰۲۴.
27. ↑  «احمد پژمان - تحصیل در دانشگاه کلمبیا آهنگسازی در تالار رودکی». آرته باکس. بایگانی‌شده از اصلی در ۲۸ اکتبر ۲۰۲۰. دریافت‌شده در ۲۰۲۰-۱۰-۲۵.
28. 1 2  «احمد پژمان، مروری بر آثار ۱». آرته باکس. بایگانی‌شده از اصلی در ۲۸ اکتبر ۲۰۲۰. دریافت‌شده در ۲۰۲۰-۱۰-۲۵.
29. 1 2  «احمد پژمان - مروری بر آثار ۲». آرته باکس. بایگانی‌شده از اصلی در ۲۸ اکتبر ۲۰۲۰. دریافت‌شده در ۲۰۲۰-۱۰-۲۵.
30. ↑  «آلبوم‌های حوزه هنری منتشر می‌شود». حوزه هنری. بایگانی‌شده از اصلی در ۲۸ اکتبر ۲۰۲۰. دریافت‌شده در ۲۰۲۰-۰۷-۳۱.
31. ↑  «عکس‌های دوران زندگی احمد پژمان (مصطفی پژمان)». آرته باکس. بایگانی‌شده از اصلی در ۲۹ اکتبر ۲۰۲۰. دریافت‌شده در ۲۰۲۰-۱۰-۲۵.
32. ↑  «شبی مملو از آزادگی با اجرای «سرزمین دلاوران»». ایسنا. ۲۰۱۷-۰۱-۰۳. بایگانی‌شده از اصلی در ۲۹ اکتبر ۲۰۲۰. دریافت‌شده در ۲۰۲۰-۱۰-۲۵.
33. ↑  «احمد پژمان: سمفونی دلاوران اثری ملی است». موسیقی فارس. بایگانی‌شده از اصلی در ۱۸ ژانویه ۲۰۲۱. دریافت‌شده در ۲۶ اکتبر ۲۰۲۰.
34. ↑  «قطعه ۵۰ ساله پارسیان منتشر شد». روزنامه توسعه ایرانی. بایگانی‌شده از اصلی در ۱۸ ژانویه ۲۰۲۱. دریافت‌شده در ۲۰۲۰-۱۰-۲۵.
35. ↑  «زندگینامه: احمد پژمان (۱۳۱۴-)». همشهری آنلاین. ۲۰۰۸-۰۶-۱۵. بایگانی‌شده از اصلی در ۱۴ ژانویه ۲۰۲۱. دریافت‌شده در ۲۰۲۰-۰۷-۰۷.
36. ↑  «ونکوور میزبان بزرگ‌مرد موسیقی ایران». رسانهٔ همیاری. ۲۰۱۸-۱۲-۲۶. بایگانی‌شده از اصلی در ۲۲ اوت ۲۰۲۰. دریافت‌شده در ۲۰۲۰-۱۰-۲۵.
37. ↑  «پیام احمد پژمان به یازدهمین جشنواره موسیقی فارس». خبرگزاری هنر ایران. بایگانی‌شده از اصلی در ۳۰ نوامبر ۲۰۲۰. دریافت‌شده در ۲۰۲۰-۱۰-۲۵.
38. ↑  «عکس‌های دوران زندگی احمد پژمان (همسر اول)». آرته باکس. بایگانی‌شده از اصلی در ۲۹ اکتبر ۲۰۲۰. دریافت‌شده در ۲۰۲۰-۱۰-۲۵.
39. ↑  «عکس‌های دوران زندگی احمد پژمان (فرزندان)». آرته باکس. بایگانی‌شده از اصلی در ۲۹ اکتبر ۲۰۲۰. دریافت‌شده در ۲۰۲۰-۱۰-۲۵.
40. ↑  «عکس‌های دوران زندگی احمد پژمان (سیما پژمان)». آرته باکس. بایگانی‌شده از اصلی در ۲۹ اکتبر ۲۰۲۰. دریافت‌شده در ۲۰۲۰-۱۰-۲۵.
41. ↑  «آهنگسازی که در جشنواره‌های فیلم فجر جایش خالی است». سینماپرس. ۲۰۱۲-۰۷-۰۸. بایگانی‌شده از اصلی در ۶ مارس ۲۰۱۳. دریافت‌شده در ۲۰۲۰-۱۰-۲۵.
42. ↑  «احمد پژمان، قسمت ۱۴: موسیقی و زندگی». آرته باکس. بایگانی‌شده از اصلی در ۱ نوامبر ۲۰۲۰. دریافت‌شده در ۲۰۲۰-۱۲-۰۶.
43. 1 2  «شوریدن بر زمانه تقلید و تکرار». روزنامه اعتماد. بایگانی‌شده از اصلی در ۲۶ اکتبر ۲۰۲۰. دریافت‌شده در ۲۱ تیر ۱۳۹۷.
44. 1 2 3  هوشنگ کامکار (۲۱ تیر ۱۳۹۷). «عیار موسیقی ملی». روزنامه اعتماد. بایگانی‌شده از اصلی در ۸ ژوئیه ۲۰۲۰. دریافت‌شده در ۲۰۲۰-۰۷-۰۷.
45. 1 2 3  «بزرگداشت احمد پژمان در تالار وحدت برگزار شد». بنیاد رودکی. بایگانی‌شده از اصلی در ۲۷ اکتبر ۲۰۲۰. دریافت‌شده در ۲۴ اکتبر ۲۰۲۰.
46. ↑  «احمد پژمان، قسمت ۱۲: ویژگی آثار». آرته باکس. بایگانی‌شده از اصلی در ۳۱ اکتبر ۲۰۲۰. دریافت‌شده در ۲۸ اکتبر ۲۰۲۰.
47. ↑  «خالق آواهای "دلیران تنگستان" فردا ۷۲ ساله می‌شود». ایسنا. بایگانی‌شده از اصلی در ۱۸ ژانویه ۲۰۲۱. دریافت‌شده در ۲۶ اکتبر ۲۰۲۰.
48. ↑  Rob, Simms (2012). Mohammad Reza Shajarian's Avaz in Iran and Beyond, 1979–2010. Lexington Books. p. 162. ISBN 978-0-7391-7210-0. Archived from the original on 18 January 2021. Retrieved 6 December 2020.
49. ↑  «علی رهبری: در ایران هنوز «احمد پژمان» را نشناخته‌اند». موسیقی ما. بایگانی‌شده از اصلی در ۲۲ سپتامبر ۲۰۲۰. دریافت‌شده در ۲۰۲۰-۱۰-۲۵.
50. ↑  «کلام و آفتی که با خود به موسیقی می‌آورد». ایسنا. بایگانی‌شده از اصلی در ۱۸ ژانویه ۲۰۲۱. دریافت‌شده در ۲ نوامبر ۲۰۲۰.
51. 1 2  «تاملاتی در ویژه‌نامه احمد پژمان». روزنامه اعتماد. بایگانی‌شده از اصلی در ۱۸ ژانویه ۲۰۲۱. دریافت‌شده در ۳۰ اکتبر ۲۰۲۰.
52. ↑  «فخرالدینی: احمد پژمان بزرگ‌ترین موسیقیدان ایرانی است». همشهری آنلاین. بایگانی‌شده از اصلی در ۱۸ ژانویه ۲۰۲۱. دریافت‌شده در ۳۰ اکتبر ۲۰۲۰.
53. ↑  رهبانی، فرهنگ جهانی موسیقی فیلم (سینمای ایران)، ۱۵.
54. ↑  «احمد پژمان، پیوست‌ها». آرته باکس. بایگانی‌شده از اصلی در ۳۰ اکتبر ۲۰۲۰. دریافت‌شده در ۲۰۲۰-۱۰-۲۹.
55. 1 2  «نامزدهای جایزه «باربد» جشنواره موسیقی فجر معرفی شدند». خبرگزاری مهر. ۲۰۱۷-۰۱-۱۹. بایگانی‌شده از اصلی در ۲۲ اکتبر ۲۰۱۹. دریافت‌شده در ۲۰۲۰-۰۷-۰۲.
56. 1 2 3 4 5 6  «احمد پژمان: صفحهٔ اصلی زندگی‌نامه و آثار». آرته باکس. بایگانی‌شده از اصلی در ۱۷ سپتامبر ۲۰۲۰. دریافت‌شده در ۳۱ اکتبر ۲۰۲۰.
57. ↑  «عوامل فیلم عشق گمشده». سوره سینما. بایگانی‌شده از اصلی در ۵ مارس ۲۰۱۶. دریافت‌شده در ۲۰۲۰-۱۱-۰۱.
58. ↑  «احمد پژمان؛ صدای ماندگار دلیران تنگستان». ایرنا. ۱۸ تیر ۱۳۹۹. بایگانی‌شده از اصلی در ۱۳ نوامبر ۲۰۲۰. دریافت‌شده در ۲۰۲۰-۱۰-۲۸.
59. ↑  رهبانی، فرهنگ جهانی موسیقی فیلم (سینمای ایران)، ۱۶.
60. ↑  «احمد پژمان از دوستی ۵۰ ساله با طیاب می‌گوید». روزنامه اعتماد. ۱۱ شهریور ۱۳۹۹. بایگانی‌شده از اصلی در ۳۱ اکتبر ۲۰۲۰. دریافت‌شده در ۲۰۲۰-۱۰-۲۷.
61. ↑  «دریای پارس». هاشور. بایگانی‌شده از اصلی در ۳۰ نوامبر ۲۰۲۰. دریافت‌شده در ۲۰۲۰-۱۰-۳۰.
62. ↑  «منوچهر نیستانی: گل اومد، بهار اومد (شنیداری)». بایگانی‌شده از اصلی در ۲۷ اکتبر ۲۰۲۰. دریافت‌شده در ۲۰۲۰-۱۰-۲۴.
63. ↑  «شعر نیما یوشیج با صدای احمد شاملو (کانون پرورش فکری کودکان و نوجوانان)». بایگانی‌شده از اصلی در ۲۵ اکتبر ۲۰۲۰. دریافت‌شده در ۲۰۲۰-۱۰-۲۴.
64. ↑  «احمد پژمان، سراب». دیسکوجی‌اس. بایگانی‌شده از اصلی در ۲۰ دسامبر ۲۰۲۰. دریافت‌شده در ۲۰۲۰-۱۰-۲۴.
65. ↑  «جبار باغچه‌بان ـ بابا برفی (شنیداری)، راوی حکایت باقی». بایگانی‌شده از اصلی در ۲۷ اکتبر ۲۰۲۰. دریافت‌شده در ۲۰۲۰-۱۰-۲۴.
66. ↑  ««خاطرات فردا» تصویر غمناک زندگی». رادیو زمانه. بایگانی‌شده از اصلی در ۲۷ اکتبر ۲۰۲۰. دریافت‌شده در ۲۰۲۰-۰۸-۰۴.
67. ↑  «تنظیم و انتشار قطعه عیاران احمد پژمان بعد از چهار دهه». همشهری آنلاین. ۲۰۱۵-۱۰-۰۳. بایگانی‌شده از اصلی در ۲۷ اکتبر ۲۰۲۰. دریافت‌شده در ۲۰۲۰-۱۰-۲۴.
68. ↑  «احمد پژمان، موسیقی فیلم سینمایی خانه‌ای روی آب». دیسکوجی‌اس. بایگانی‌شده از اصلی در ۲۹ اکتبر ۲۰۲۰. دریافت‌شده در ۲۰۲۰-۱۰-۲۴.
69. ↑  «آقا این ناله‌ها را از این موسیقی بیرون بکشید!». موسیقی ایرانیان. بایگانی‌شده از اصلی در ۱۱ مارس ۲۰۱۷. دریافت‌شده در ۴ آبان ۱۳۹۳.
70. ↑  «احمد پژمان، مجنون». نشر موسیقی هرمس. بایگانی‌شده از اصلی در ۲۷ اکتبر ۲۰۲۰. دریافت‌شده در ۲۰۲۰-۱۰-۲۴.
71. ↑  «آلبوم بی کلام خاطره انگیز رود ابدی». سانگ سرا. ۲۰۱۸-۰۳-۲۷. بایگانی‌شده از اصلی در ۱۸ ژانویه ۲۰۲۱. دریافت‌شده در ۲۰۲۰-۱۱-۰۱.
72. ↑  «آلبوم ناگهان رستاخیز منتشر شد». خبرگزاری مهر. ۲۸ فروردین ۱۳۸۹. بایگانی‌شده از اصلی در ۲۷ اکتبر ۲۰۲۰. دریافت‌شده در ۲۰۲۰-۰۷-۳۱.
73. ↑  «جینگ جینگ ساز». آمازون. بایگانی‌شده از اصلی در ۱۸ ژانویه ۲۰۲۱. دریافت‌شده در ۸ نوامبر ۲۰۲۰.
74. ↑  «احمد پژمان، سایه‌های خورشید». دیسکوجی‌اس. بایگانی‌شده از اصلی در ۲۹ اکتبر ۲۰۲۰. دریافت‌شده در ۲۰۲۰-۱۰-۲۴.
75. ↑  «هفت‌خوان». نوا یاب. بایگانی‌شده از اصلی در ۱ نوامبر ۲۰۲۰. دریافت‌شده در ۲۰۲۰-۱۰-۳۰.
76. ↑  «احمد پژمان با موسیقی شوخی کرد/ انتشار «دیوِرتیمِنتو»». خبرگزاری مهر. ۲۰۱۶-۰۷-۲۳. بایگانی‌شده از اصلی در ۲۷ اکتبر ۲۰۲۰. دریافت‌شده در ۲۰۲۰-۰۷-۰۱.
77. ↑  «احمد پژمان، همه شهر ایران». دیسکوجی‌اس. بایگانی‌شده از اصلی در ۲۹ اکتبر ۲۰۲۰. دریافت‌شده در ۲۰۲۰-۱۰-۲۴.
78. ↑  «بانک اطلاعات کتاب ایران». ویستا. بایگانی‌شده از اصلی در ۱۸ ژانویه ۲۰۲۱. دریافت‌شده در ۲۰۲۰-۱۰-۲۴.
79. ↑  «طرح‌های سمفونیک برای ارکستر». خانه کتاب. بایگانی‌شده از اصلی در ۳۱ اکتبر ۲۰۲۰. دریافت‌شده در ۲۰۲۰-۱۰-۲۴.
80. ↑  «راپسودی برای ارکستر|سمفونی‌ها - پارتیسیون». خانه کتاب. بایگانی‌شده از اصلی در ۲۷ اکتبر ۲۰۲۰. دریافت‌شده در ۲۰۲۰-۱۰-۲۴.
81. ↑  «پارساوا». بتهوون. بایگانی‌شده از اصلی در ۲۷ اکتبر ۲۰۲۰. دریافت‌شده در ۲۰۲۰-۱۰-۳۰.
82. ↑  «انتشار اثری از احمد پژمان در مجموعه پارتیتورخوانی». همشهری آنلاین. ۲۰۱۶-۰۷-۲۴. بایگانی‌شده از اصلی در ۲۷ اکتبر ۲۰۲۰. دریافت‌شده در ۲۰۲۰-۱۰-۲۴.
83. ↑  «ستار - بانی». دیسکوجی‌اس. بایگانی‌شده از اصلی در ۳۰ اکتبر ۲۰۲۰. دریافت‌شده در ۲۰۲۰-۱۰-۲۶.
84. 1 2  «آلبوم همبستگی ۱». موهاما موزیک. دریافت‌شده در ۲۰۲۰-۱۰-۲۶.[پیوند مرده]
85. ↑  «عارف - روزگارغریبی است نازنین». دیسکوجی‌اس. بایگانی‌شده از اصلی در ۱۸ ژانویه ۲۰۲۱. دریافت‌شده در ۲۰۲۰-۱۰-۲۶.
86. ↑  «داریوش - خاموش نَمیرید». دیسکوجی‌اس. بایگانی‌شده از اصلی در ۵ نوامبر ۲۰۲۰. دریافت‌شده در ۲۰۲۰-۱۰-۲۶.
87. ↑  «حمیرا - وقتی که عشق میاد». دیسکوجی‌اس. بایگانی‌شده از اصلی در ۳ نوامبر ۲۰۲۰. دریافت‌شده در ۲۰۲۰-۱۰-۲۶.
88. ↑  «فرامرز آصف - افرا ۲». دیسکوجی‌اس. بایگانی‌شده از اصلی در ۲۹ اکتبر ۲۰۲۰. دریافت‌شده در ۲۰۲۰-۱۰-۲۶.
89. ↑  «داریوش - خاک خسته». دیسکوجی‌اس. بایگانی‌شده از اصلی در ۳۰ اکتبر ۲۰۲۰. دریافت‌شده در ۲۰۲۰-۱۰-۲۶.
90. ↑  «دلارام - عزیز راه دورم». دیسکوجی‌اس. بایگانی‌شده از اصلی در ۳۰ اکتبر ۲۰۲۰. دریافت‌شده در ۲۰۲۰-۱۰-۲۶.
91. 1 2  «خاک من ایران من کو؟». اسکای‌راک. ۲۰۰۹-۰۵-۰۶. بایگانی‌شده از اصلی در ۱۸ ژانویه ۲۰۲۱. دریافت‌شده در ۲۰۲۰-۱۰-۲۶.
92. ↑  «آهنگ بی‌محبت ستار، آلبوم گلهای رنگارنگ (ستار و مهستی)». لیستن پرشین. بایگانی‌شده از اصلی در ۱۳ نوامبر ۲۰۲۰. دریافت‌شده در ۲۰۲۰-۱۰-۲۶.
93. ↑  «سوزان روشن، دروغ نگو». دیسکوجی‌اس. بایگانی‌شده از اصلی در ۱۷ نوامبر ۲۰۲۰. دریافت‌شده در ۲۰۲۰-۱۰-۲۶.
94. ↑  «یاهو». دیسکوجی‌اس. بایگانی‌شده از اصلی در ۱۸ ژانویه ۲۰۲۱. دریافت‌شده در ۲۰۲۰-۱۰-۲۶.
95. ↑  «افرا ۴ (جنگ و صلح)». موزیک باران. ۲۰۱۷-۰۸-۱۰. بایگانی‌شده از اصلی در ۳۰ اکتبر ۲۰۲۰. دریافت‌شده در ۲۰۲۰-۱۰-۲۶.
96. ↑  «افرا ۵ (ترمه و یاس)». موزیک باران. ۲۰۱۷-۰۶-۲۳. بایگانی‌شده از اصلی در ۲۹ اکتبر ۲۰۲۰. دریافت‌شده در ۲۰۲۰-۱۰-۲۶.
97. ↑  «احمد پژمان، قسمت سیزدهم، موسیقی ایران». آرته باکس. بایگانی‌شده از اصلی در ۲ نوامبر ۲۰۲۰. دریافت‌شده در ۲۰۲۰-۱۰-۳۰.
98. ↑  «جوایز اهدا شده در جشنواره بین‌المللی فیلم فجر ـ دوره هجدهم». سوره سینما. بایگانی‌شده از اصلی در ۶ اوت ۲۰۲۰. دریافت‌شده در ۲۰۲۰-۱۰-۲۵.
99. ↑  «تکذیبیه کارگردان "آواز قو" بر قرارگیری نامش پای بیانیه‌ای منسوب به هنروتجربه». ژورنال سینما. ۲۰۱۶-۰۸-۲۸. بایگانی‌شده از اصلی در ۲۹ نوامبر ۲۰۲۰. دریافت‌شده در ۲۰۲۰-۱۱-۰۱.
100. ↑  «جوایز اهدا شده در جشنواره بین‌المللی فیلم فجر ـ دوره نوزدهم». سوره سینما. بایگانی‌شده از اصلی در ۵ مارس ۲۰۱۶. دریافت‌شده در ۲۰۲۰-۱۰-۲۵.
101. ↑  «دوره چهارم». خانه سینمای ایران. بایگانی‌شده از اصلی در ۲۸ اکتبر ۲۰۲۰. دریافت‌شده در ۲۰۲۰-۱۰-۲۵.
102. ↑  «دوره پنجم». خانه سینمای ایران. بایگانی‌شده از اصلی در ۳۱ اکتبر ۲۰۲۰. دریافت‌شده در ۲۰۲۰-۱۰-۲۵.
103. ↑  «/گزارش/ داوران خانهٔ سینما، نامزدهای هر بخش را معرفی کردند». ایسنا. ۲۰۰۲-۰۹-۰۱. بایگانی‌شده از اصلی در ۲۸ اکتبر ۲۰۲۰. دریافت‌شده در ۲۰۲۰-۱۰-۲۵.
104. ↑  «دوره نهم». خانه سینمای ایران. بایگانی‌شده از اصلی در ۲۵ اکتبر ۲۰۲۰. دریافت‌شده در ۲۰۲۰-۱۰-۲۵.
105. ↑  «دوره دهم». خانه سینمای ایران. بایگانی‌شده از اصلی در ۲۱ اکتبر ۲۰۲۰. دریافت‌شده در ۲۰۲۰-۱۰-۲۵.
106. ↑  «برگزیدگان موسیقی در سال ۹۵ معرفی شدند». خبرگزاری مهر. ۲۵ آذر ۱۳۹۶. بایگانی‌شده از اصلی در ۳۰ اکتبر ۲۰۲۰. دریافت‌شده در ۲۰۲۰-۱۰-۲۷.
107. ↑  «با تقدیرها، معرفی برترین‌ها و اجرای شهرام ناظری جشن یازدهم خانه موسیقی در تالار وحدت برگزار شد». ایسنا. ۲۰۱۰-۱۰-۱۹. بایگانی‌شده از اصلی در ۲۷ اکتبر ۲۰۲۰. دریافت‌شده در ۲۰۲۰-۱۰-۲۴.
108. ↑  «جشنواره موسیقی فارس به کارخود پایان داد/شیراز مرکزهنری باشد». خبرگزاری مهر. ۲۰۱۷-۱۲-۰۸. بایگانی‌شده از اصلی در ۱۸ ژانویه ۲۰۲۱. دریافت‌شده در ۲۰۲۰-۱۰-۲۴.
109. ↑  «رونمایی از سردیس محمدرضا درویشی و احمد پژمان در شیراز». خبرگزاری مهر. ۲۰۱۸-۱۲-۰۸. بایگانی‌شده از اصلی در ۲۷ اکتبر ۲۰۲۰. دریافت‌شده در ۲۰۲۰-۱۰-۲۴.
110. ↑  "A Persian Night with Vancouver Opera Orchestra featuring Vancouver Bach Choir & Alireza Ghorbani". Vtix Online (به انگلیسی). Archived from the original on 8 July 2020. Retrieved 2020-09-15.
111. ↑  «کنسرت «ناگهان رستخیز»، رستخیزِ موسیقی ایرانی در ونکوور». رسانهٔ همیاری. ۲۰۱۹-۰۱-۰۴. بایگانی‌شده از اصلی در ۱۸ ژانویه ۲۰۲۱. دریافت‌شده در ۲۰۲۰-۰۹-۱۵.
112. ↑  "Vocalist Alireza Qorbani joins Vancouver Opera Orchestra for "Resurrection"". Tehran Times (به انگلیسی). 2018-10-02. Archived from the original on 16 September 2020. Retrieved 2020-09-15.
113. ↑  پژمان اکبرزاده (۲۱ فروردین ۱۴۰۳). «بزرگداشت احمد پژمان در لس‌آنجلس؛ آهنگسازی ایرانی با رونمای اروپایی». بی‌بی‌سی فارسی.
114. ↑  «همزمان با روز جهانی موسیقی «هفتمین سال‌نوای موسیقی ایران» برگزار شد». خبرگزاری برنا. ۳ تیر ۱۴۰۳.
115. ↑  رضا کلانتری (۱ تیر ۱۴۰۳). «هفتمین سال‌نوای موسیقی ایران برگزار شد». سال‌نوای موسیقی ایران.
116. ↑  «معرفی برگزیدگان نخستین دوسالانه آهنگسازی احمد پژمان». بی‌بی‌سی فارسی. بایگانی‌شده از اصلی در ۱۹ ژوئیه ۲۰۲۰. دریافت‌شده در ۲۰۲۰-۰۷-۰۷.
117. ↑  «راه‌یافتگان به بخش نهایی جایزه احمد پژمان معرفی شدند». ایرنا. ۲۰۱۹-۰۹-۲۹. بایگانی‌شده از اصلی در ۲۷ اکتبر ۲۰۲۰. دریافت‌شده در ۲۰۲۰-۱۰-۲۴.
118. ↑  «جزییات کنسرت و جایزه «احمد پژمان» اعلام شد/ حضور هنرمندان اتریشی». خبرگزاری مهر. ۲۸ آبان ۱۳۹۸. بایگانی‌شده از اصلی در ۱۸ ژانویه ۲۰۲۱. دریافت‌شده در ۲۰۲۰-۱۲-۰۶.